# Storia del reggiseno

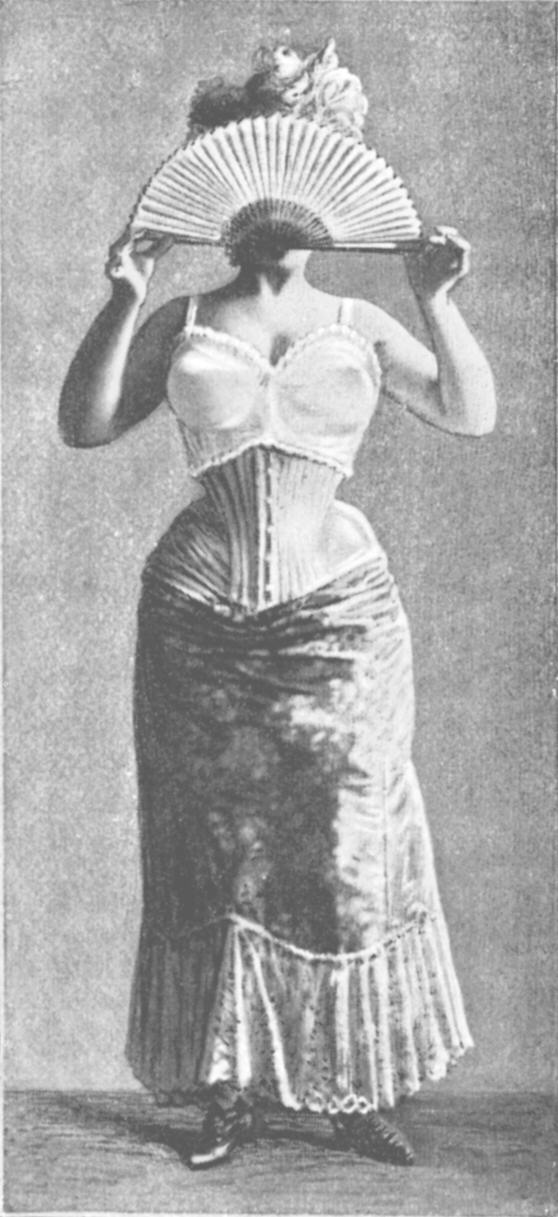
Seno sostenuto da un corsetto (francese: brassière). 1900

La storia del reggiseno è inestricabilmente avvinta alla storia sociale della condizione femminile, considerando pure l'evoluzione della moda e i diversi modi di vedere il corpo della donna.
Le donne hanno usato una quantità di indumenti e congegni per coprire, trattenere, rivelare o modificare l'aspetto delle mammelle. A partire dal XIV secolo la biancheria intima delle donne occidentali più agiate è stata dominata dal corsetto, che spingeva le mammelle verso l'alto. Nell'ultima parte del XIX secolo sono state sperimentate varie alternative, dividendo il corsetto in un arnese simile ad una guaina che comprimeva il torace inferiore, e trasferendo la parte superiore ad apparecchi sospesi alle spalle.
Dalla fine del XIX secolo il reggiseno ha soppiantato il corsetto come soluzione maggiormente diffusa per sostenere il seno. Al principio del XX secolo hanno iniziato a comparire indumenti che assomigliavano più da vicino ai reggiseni contemporanei, anche se la produzione commerciale di massa non si è manifestata prima degli anni 1930. Da allora i reggiseni hanno sostituito i corsetti (benché alcune donne preferiscano le canottiere e una minoranza vada senza). Nel corso del XX secolo è stata posta una maggior enfasi sugli aspetti di moda del reggiseno. La produzione di reggiseni rappresenta un'industria che vale diversi miliardi di dollari ed è dominata da grandi imprese multinazionali.

## Quadro d'insieme
Nel corso della storia documentata, le donne hanno usato una quantità di indumenti e dispositivi per coprire, trattenere o sollevare le mammelle. Reggiseni o indumenti simili a bikini appaiono dipinti su alcune atlete del XIV secolo a.C. nell'era della civiltà minoica ed anche in Italia esiste un mosaico molto famoso, presso la villa del Casale di Piazza Armerina otto ragazze in bikini, datato tra il 320 e 370 d.C.
A partire dal XVI secolo d.C. la biancheria intima delle donne occidentali più agiate era dominata dal corsetto, che spingeva in alto le mammelle. Nell'ultima parte del XIX secolo i disegnatori di abbigliamento presero a sperimentare varie alternative al corsetto, tra cui la suddivisione del corsetto in più parti: un dispositivo simile ad una guaina che stringeva la parte inferiore del torace e dispositivi che appendevano le mammelle alle spalle, per quanto riguarda la parte superiore del torace.
Con il XX secolo apparvero indumenti più simili al reggiseno odierno, sebbene la produzione commerciale su larga scala avrebbe dovuto attendere gli anni 1930. La penuria di metalli concomitante alle due guerre mondiali favorì il tramonto del corsetto.
Come altri capi, i reggiseni furono inizialmente confezionati da ditte di limitata capacità produttiva e forniti a vari dettaglianti. Il termine coppa non veniva usato per descrivere i reggiseni prima del 1916, e i costruttori facevano affidamento su coppe regolabili per adattarsi a mammelle di misure differenti. Le donne con mammelle più grandi o cadenti avevano la scelta tra reggiseni dalle linee lunghe, dorsi ortopedici, inserti a forma di zeppa tra le coppe, bretelle più larghe, robusti elastici in lastex, salde bande sotto la coppa e perfino leggere stecche di balena.
Nell'ottobre 1932 la S.H. Camp and Company associò la misura e la "pesantezza" del seno femminile a lettere dell'alfabeto: A, B, C e D. La pubblicità di Camp inserì i profili di seno contrassegnati da lettere nel numero di febbraio 1933 di  Corset and Underwear Review. Nel 1937 Warner iniziò ad inserire nei suoi prodotti la misura di coppa. Negli anni 1930 furono introdotte le bande aggiustabili con posizioni multiple di occhiello e gancetto.
Da quel momento i reggiseni hanno rimpiazzato i corsetti; produzione e vendita di reggiseni sono divenute attività multimilionarie. Nel corso del tempo, l'attenzione dedicata al reggiseno si è spostata ampiamente dalla funzionalità alla moda.
Una leggenda metropolitana pretende che il reggiseno sia stato inventato da un tale Otto Titzling (che in inglese suona come "fascia per tette") il quale avrebbe perso una causa contro Phillip de Bra (che in inglese suona come "riempi il reggiseno"). Questa storiella iniziò con il libro del 1971 Bust-Up: The Uplifting Tale of Otto Titzling and the Development of the Bra e fu diffusa in una canzone comica presente nel film Beaches.
Nella nostra lingua, il termine "reggiseno" è attestato dal 1959. La forma, sempre meno utilizzata, "reggipetto" è nata cent'anni prima.

## Antichità

### Egitto
Nell'antico Egitto le donne generalmente stavano a seno nudo. I capi più comuni di abbigliamento femminile erano la gonna e una sorta di abito a tubino, descritto anche come tunica o kalasiris, un pezzo di stoffa rettangolare che veniva piegato una volta e cucito in giù all'orlo a forma di tubo. Il kalasiris poteva coprire una o entrambe le spalle o essere portato con delle bretelle. Mentre la sommità poteva arrivare ovunque da sotto il petto fino al collo, il fondo generalmente lambiva le caviglie. Una variante prevedeva una singola bretella incrociata, parzialmente sopra la mammella sinistra. Il kalasiris più corto era indossato di solito da popolane o schiave, che potevano lavorare più agevolmente.

### India
Anche se la maggioranza delle figure femminili nelle antiche sculture indiane non hanno alcun vestito sul torace, vi sono diversi esempi di rappresentazioni di indiane che indossano reggiseni. 
Il primo riferimento all'uso di reggiseni in India è ai tempi del re Harsha (I secolo AD). Camicette e reggiseni in tessuto erano molto in voga durante l'impero di Vijayanagara e le città traboccavano di sarti specializzati nel confezionare su misura questi capi. Il corpetto a mezza manica o kanchuka compare diffusamente nella letteratura del periodo, specialmente nel Basavapurana (1237 AD), in cui si dice che anche le bambine indossavano i kanchuka.

### Grecia

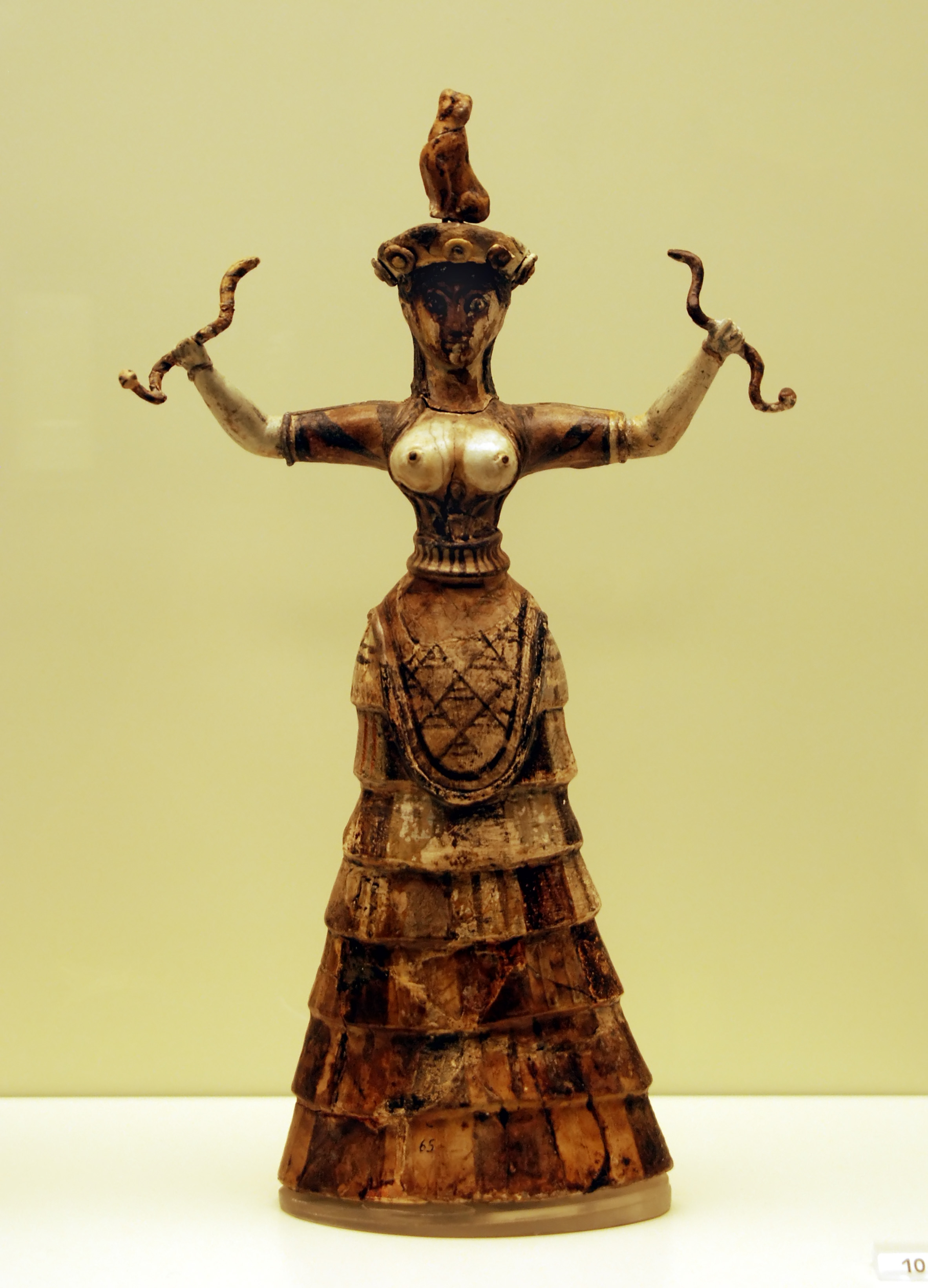
Statuetta in faience della dea dei serpenti dall'antica Creta, con le mammelle sostenute da un indumento aderente a mo' di corsetto.

L'uso di indossare un particolare indumento concepito per trattenere le mammelle di una donna può farsi risalire all'antica Grecia. Pitture murali a Creta, centro della civiltà minoica, mostrano quello che è stato descritto come un bikini, indossato da una donna che sembra praticare l'atletica. Le donne minoiche sull'isola di Creta 3 000 anni fa apparentemente vestivano indumenti che in parte ne sostenevano e al contempo ne svelavano il seno nudo; l'esempio più noto di questo stile è la dea dei serpenti. Il capo assomigliava in certo modo ai moderni corsetti aderenti con stringhe, o ad una "guaina intera" (modellatore). Il dispositivo di sostegno era portato fuori degli altri vestiti e sosteneva le mammelle mostrandole, spingendole verso l'alto e rendendole più visibili. La successiva civiltà micenea enfatizzava il seno, che aveva uno speciale significato culturale e religioso, associando la figura matura alla fertilità ed alla procreazione.
Le donne della Grecia classica sono spesso ritratte vagamente discinte in abiti diafani, o con una mammella scoperta. Vestivano un apodesmos (greco: ἀπόδεσμος, poi stethodesmē (Gr: στηθοδέσμη), mastodesmos (Gr: μαστόδεσμος) e mastodeton (Gr: μαστόδετον), tutte espressioni significanti "fascia da seno", una fascia di lana o lino avvolta tra le mammelle e annodata o trattenuta da una spilla sulla schiena.

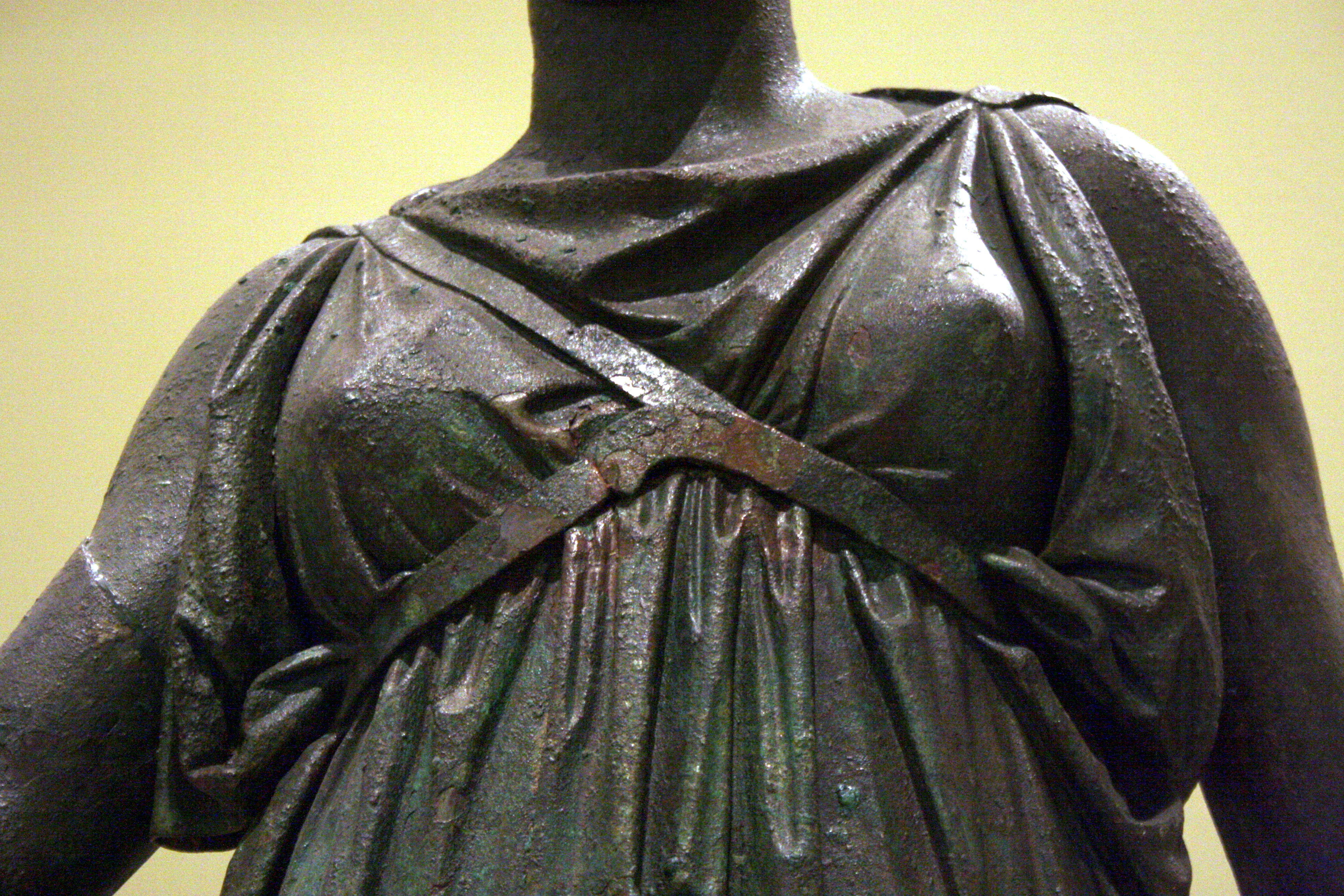
Fasce da seno incrociate in una statua bronzea di Artemide (metà IV secolo a.C.)

Anche una cintura poteva essere allacciata sopra un capo (o un indumento intimo) simile ad una tunica semplice, appena sotto il seno o sopra di esso. Quando l'apodesmos era portato sotto le mammelle, le metteva in risalto. Un altro vocabolo per indicare la fascia o cintura da seno era strophion (Gr: στρόφιον). Un ulteriore termine era kestós (Gr: κεστός, latino: cestus), e specificamente per la guaina incantata portata da Afrodite nell'Iliade, che aveva il potere di rendere ogni donna irresistibile per gli uomini. Considerata la sua associazione con la dea dell'amore, questo tipo di indumento aveva probabilmente una connotazione erotica per il suo effetto di accentuare il seno.
Il capo di abbigliamento fondamentale della Grecia classica era il peplo, e poi il chitone (due pezzi rettangolari di stoffa parzialmente cuciti assieme su entrambi i lati, con un sormonto di 30–38 cm detto apoptygma), poi evolutosi nella canottiera, il più comune capo intimo portato da uomini e donne per secoli, e variamente conosciuto come un grembiule o camiciola. A Sparta, le donne di solito portavano il chitone completamente aperto sul lato sinistro.

### Roma

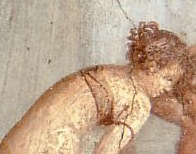
Fascia da seno, unico indumento portato da una donna in un affresco pompeiano (62–79 AD).

Le donne dell'antica Roma adottavano una forma dell'apodesme greco, conosciuto come strophium o mamillare. Poiché per il gusto romano le mammelle grosse erano considerate comiche, o caratteristiche di donne anziane o poco attraenti, le fanciulle portavano fasce da seno (fascia) allacciate strettamente nel convincimento che ciò contrastasse i seni esageratamente grandi e cadenti.

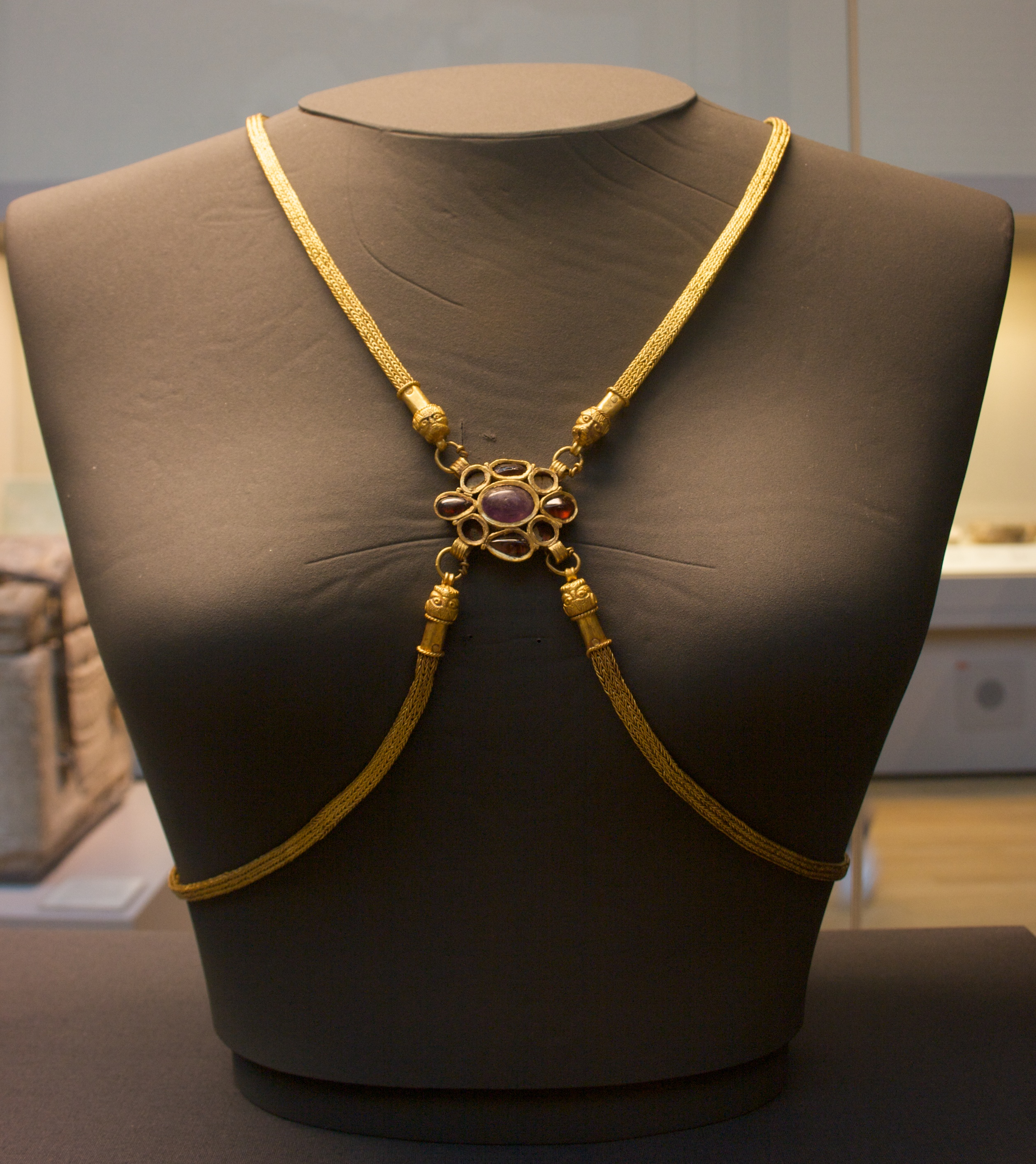
La catena da corpo in oro del tesoro di Hoxne assomiglia ad una versione ingioiellata della fascia da seno incrociata.

Il cosiddetto mosaico delle  "ragazze in bikini" della villa romana del Casale (IV secolo AD) mostra donne che praticano esercizi di ginnastica o danza indossando un capo simile a un reggiseno senza bretelle, e mutande. Altri esempi primitivi di reggiseno sono ritratti ancor prima nelle pitture murali conservate a Pompei per effetto della eruzione del Vesuvio del 79 AD.
Talora nei dipinti romani sessualmente più espliciti, le mammelle sono mantenute celate dallo strophium. La collocazione dei dipinti indica che le donne così raffigurate potrebbero essere prostitute, ma non è facile stabilire perché un artista decida in un dato scenario di rappresentare le mammelle coperte da uno strophium o esposte.

## Medioevo
In Europa, durante il medioevo era eccezionale per le donne trattenere o sostenere il seno e, se lo facevano, probabilmente usavano qualcosa come una stringa di tessuto, come suggerito in descrizioni del tempo. Un ritrovamento archeologico databile fra il 1390 e il 1485 rivelò che le donne si sostenevano effettivamente il seno nel medioevo. Furono scoperti quattro reggiseni abbelliti col pizzo in mezzo a 3 000 frammenti tessili, durante un progetto di ristrutturazione di un castello in Austria. Al tempo di Carlo VIII di Francia (1403-1461), si usava un drappo di garza sopra il busto.
Generalmente, nel Medioevo, il seno era mortificato nei vestiti in corpetti dritti, sottane piene e scollature alte, progettati soprattutto per la praticità più che per sottolineare le forme. I vestiti tardo-medievali sono adattati in modo preciso ed aderente al corpo e fungono anche da sostegno del seno. Le rappresentazioni artistiche femminili del XIV e XV secolo mostrano una silhouette del seno alta e rotonda su donne giovani e anziane, giunoniche ed efebiche. Questo look non è possibile senza supporto. La donna ideale del XV secolo aveva un seno piccolo su un corpo prosperoso, simboleggiante l'abbondanza di fertilità.
L'uso di elaborati indumenti costrittivi sulle figure femminili non è sempre stato universale. I corsetti rendevano praticamente impossibile lavorare, per cui le donne dedite ad attività materiali (in casa o fuori) vestivano capi più svelti e funzionali. Il sostegno del seno era spesso ottenuto con un semplice laccio sotto la linea del seno, nel corpetto.

## Rinascimento / età moderna

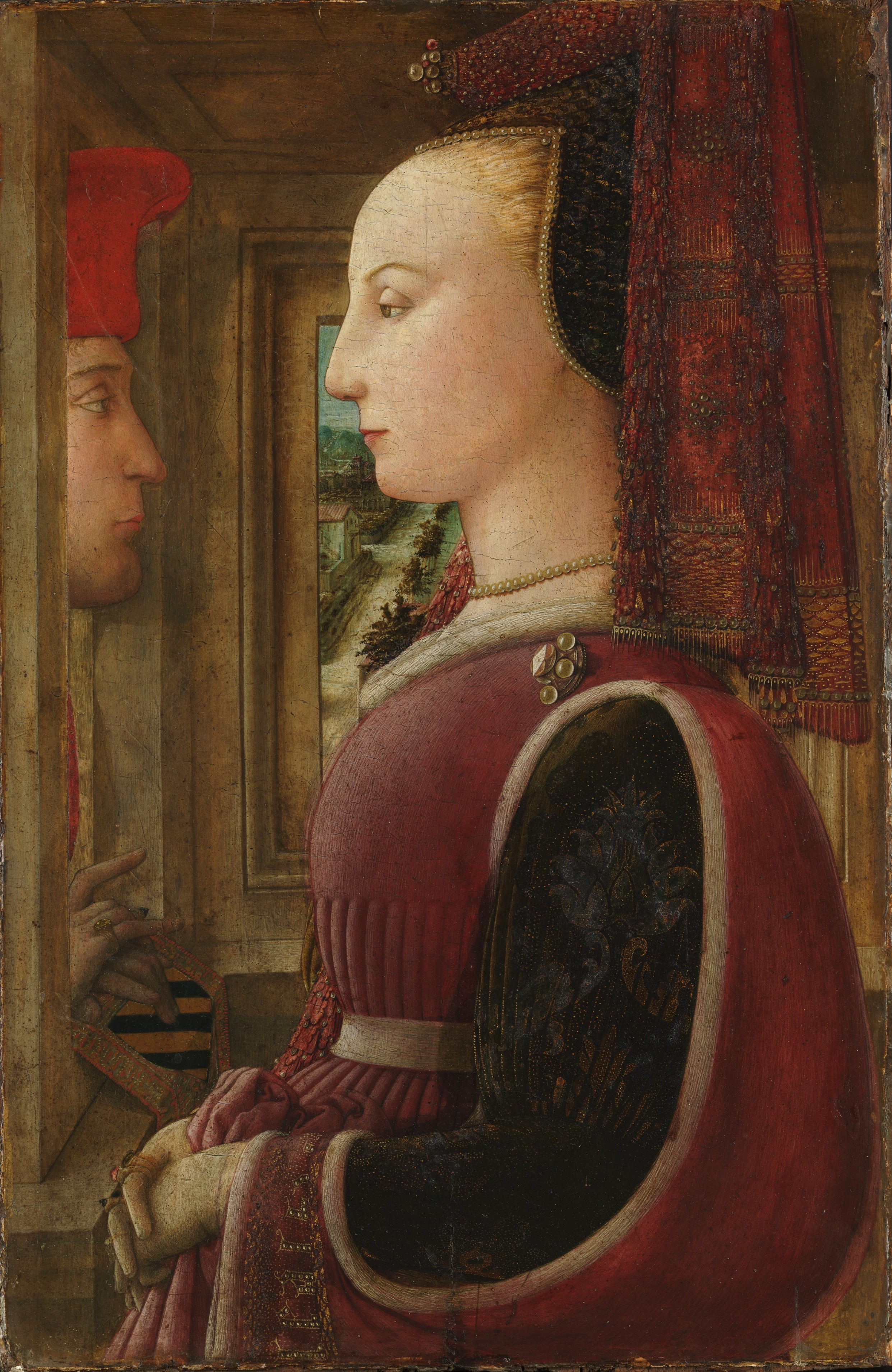
Gli ideali del rinascimento in un quadro di Filippo Lippi

Nel rinascimento il décolleté divenne di gran moda. Avere mammelle sode era una sorta di distinzione sociale per le donne agiate, che non allattavano al seno. Si usava delegare l'allattamento alle balie, poiché si riteneva che allattare al seno fosse sconsigliato per la donna che desiderava mantenere una forma fisica ideale.
A Caterina de' Medici (1519–1589, moglie di Enrico II di Francia) è diffusamente (ma a torto) attribuita la responsabilità di aver introdotto il corsetto. Secondo la leggenda negli anni 1550 avrebbe proibito la vita larga a corte, imponendo alle dame di indossare corsetti con telaio metallico.
I primi corsetti del XVI secolo consistevano di tela irrigidita con la colla e una primitiva chiusura frontale, ma in seguito aggiunsero sostegni metallici sui fianchi e sulla schiena. A quell'epoca si dava grande importanza alle forme, con una compressione delle mammelle verso l'alto quasi al punto di traboccare dalle vesti, sicché buona parte del seno rimaneva in vista. La forma ideale era un torso piatto, il che inevitabilmente spingeva le mammelle in alto e all'esterno. La classe lavoratrice invece vestiva una semplice "cotta" allacciata frontalmente.
Durante la rivoluzione francese e le guerre napoleoniche fu bandito ogni indumento collegato all'aristocrazia, comprese le ampie scollature. Le mammelle erano spesso sostenute da un laccio sotto il seno, e i capi esistenti per supportare il busto andavano da sostegni morbidi ad oggetti che si avvolgevano davanti a mo' di reggiseni sportivi. Nel 1814 risuscitarono le corti, e con esse i corsetti.
Qualche misura di enfasi sulla forma del (futuro) reggiseno può farsi risalire alla Grecia, in cui si poteva indossare una fascia di pelle "tipo corsetto" per dare definizione a fianchi e busto sotto al chitone. I primi "sostegni" adoperati nel XVII secolo non interessavano direttamente il busto, ma — focalizzati sulla compressione del punto vita — indirettamente sollevavano le parti superiori del corpo. Con l'andare del tempo i sostegni iniziarono a interessare anche la parte frontale superiore del corpo. Questi indumenti sostenevano ed innalzavano le mammelle. I sostegni gradualmente presero il nome di "corsetto". La scollatura era sempre esibita, ma fino agli anni 1920 le mammelle erano sempre trattate "in blocco unico" (monopetto). Benché le mammelle fossero spinte fuori, rimanevano essenzialmente sciolte, o erano appiattite dal vestiario sovrapposto, a differenza di quanto avviene con i moderni avvolgenti sistemi di ritenzione.

## Asia orientale
In Cina tra le donne benestanti della dinastia Ming dei secoli XIV-XVII divenne di moda un comodo corpetto di seta legato in vita e (eventualmente avvolto) al collo, chiamato dù dōu (肚兜) (letteralmente "copri-ombelico"). Restò diffuso nella successiva dinastia Qing (XVII-XX secolo). Fu adottato dalla cultura vietnamita col nome di yếm ed appartiene ancora ai costumi tradizionali delle due culture.

## Dall'impero francese al XIX secolo

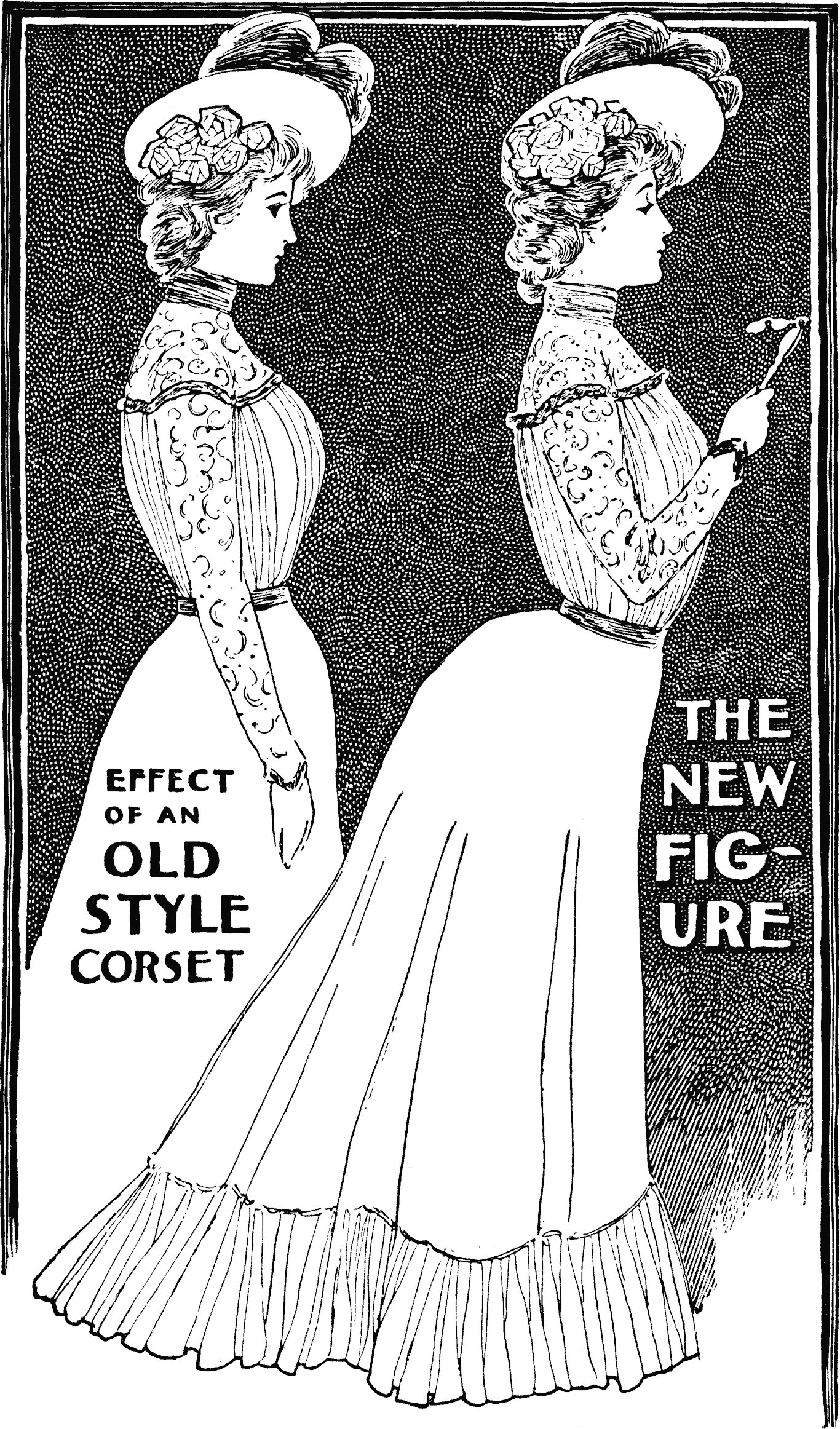
La silhouette vittoriana a confronto con la nuova silhouette "a S" edoardiana.

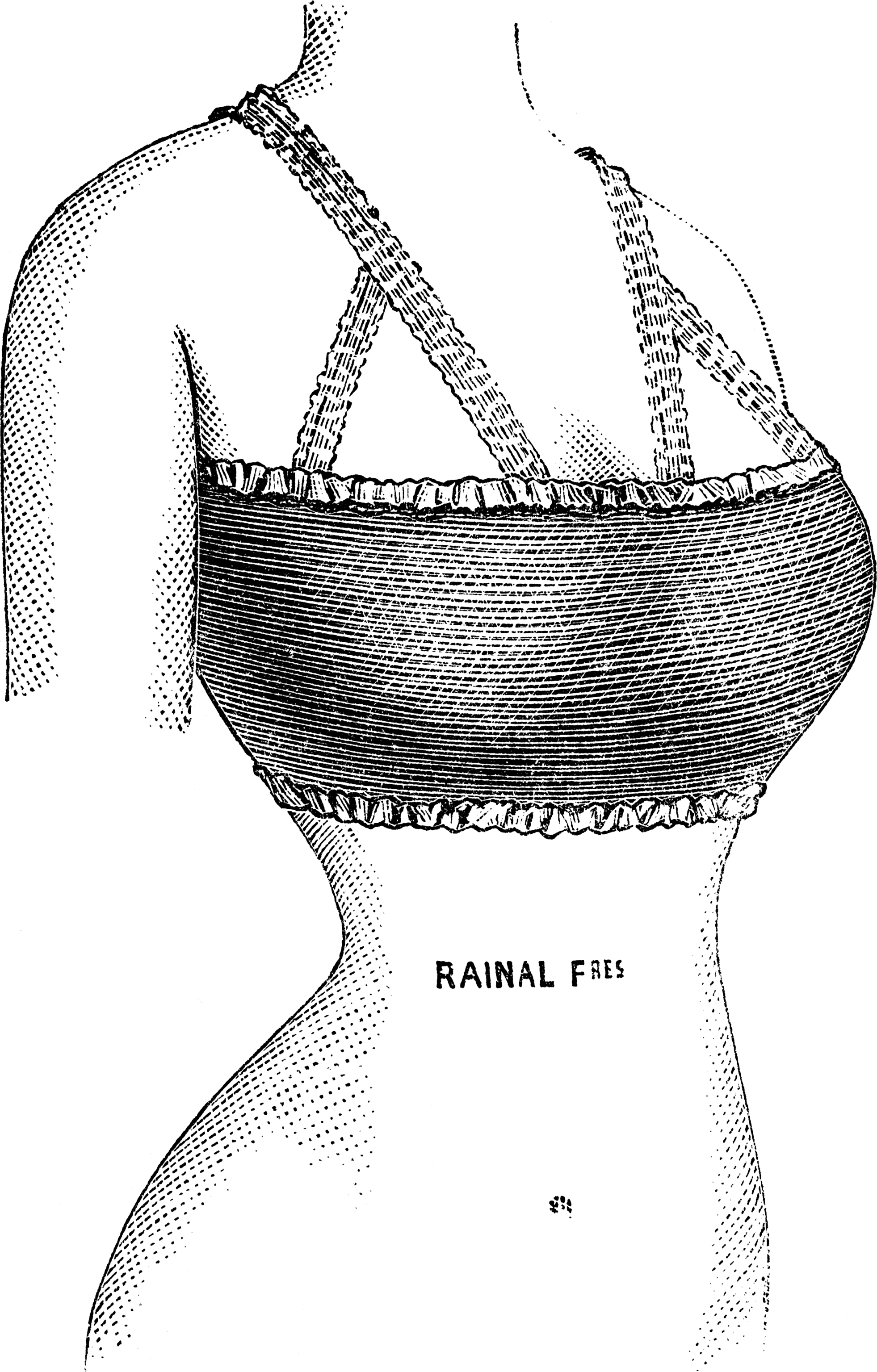
Una guaina elastica terapeutica per 'ipertrofia del seno', Catalogo Leon Jules Rainal Frères 1907.

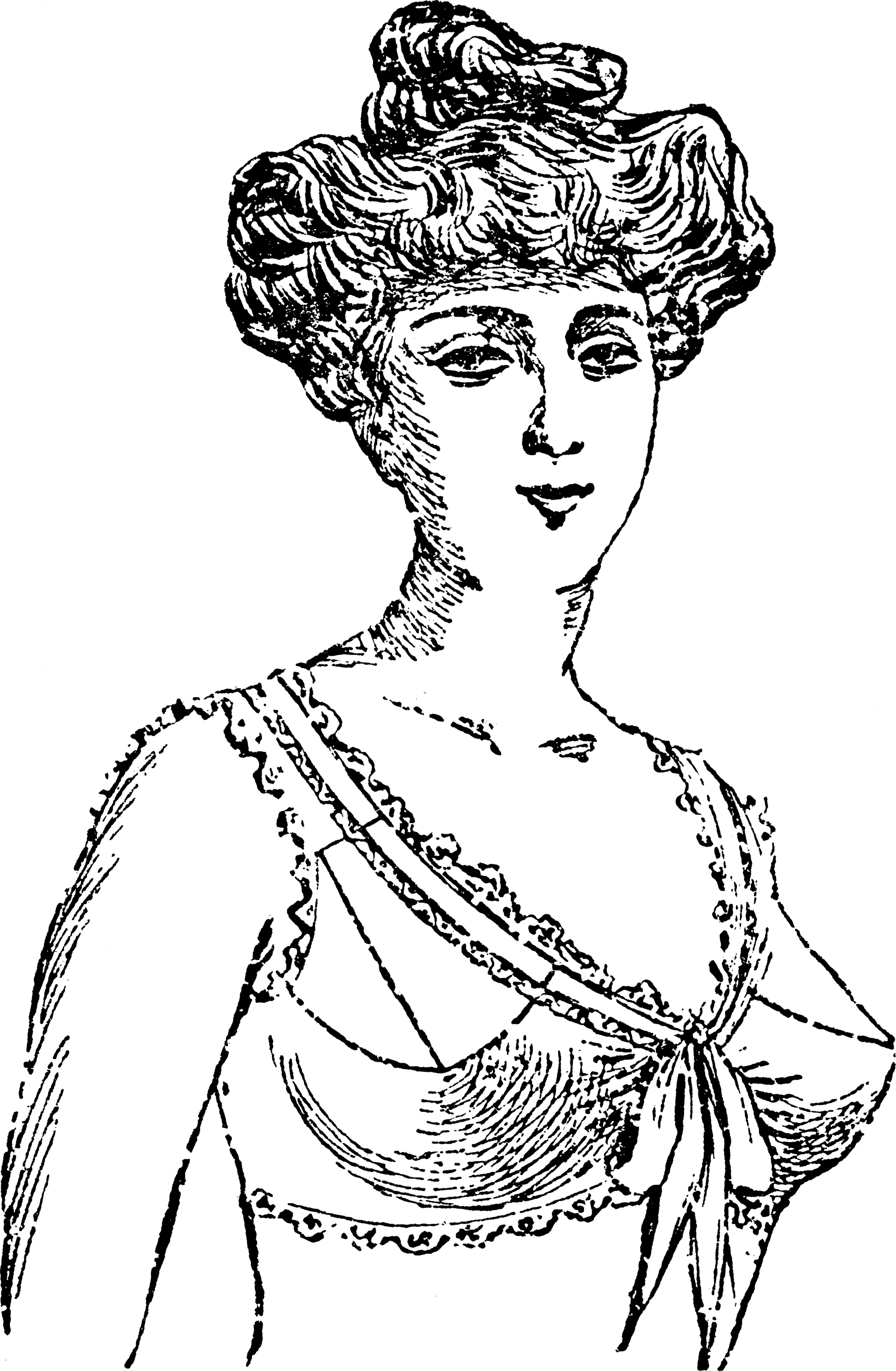
Nuovo reggiseno, 1906

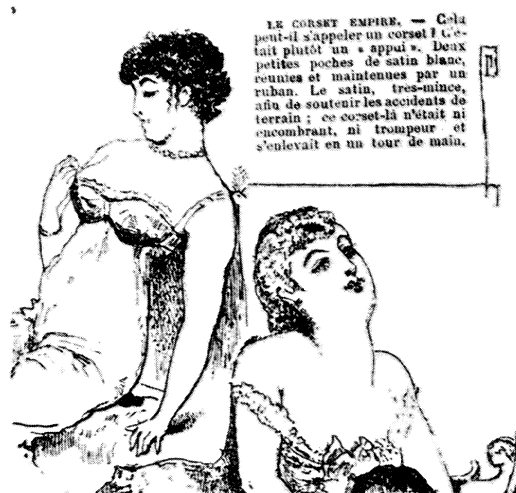
Una delle prime rappresentazioni di qualcosa di simile ad un reggiseno odierno, un'illustrazione del 1881 che pretende di mostrare un indumento "impero".

### Impero francese
La moda impero nacque durante il periodo del Direttorio, ed ebbe a modello donne come Giuseppina di Beauharnais.
"Ispirate dall'ossessione per ciò che è greco-romano, con le sue connotazioni di libertà politica ed eccellenza artistica, le donne alla moda abbandonarono i corsetti e adottarono sopravvesti trasparenti senza maniche." Comprendendo la silhouette classica, in Gran Bretagna questo periodo fu conosciuto pure con il nome di Regency. In quell'era, "le donne alla moda… divoravano le riviste di moda come  Le Journal des Dames et de la Mode, che era il Vogue del tempo, per vedere cosa indossava Giuseppina, e tentare di imitarla nello stile." Il sostegno per il seno più diffuso all'epoca consisteva di supporti corti, un tipo di corsetto leggermente rinforzato da stecche.

### Età vittoriana
Nell'età vittoriana, malgrado lo stereotipo di moralismo con cui oggi la etichettiamo, l'abbigliamento femminile era pensato per mettere in evidenza seno e fianchi,  strizzando il punto vita con il tightlacing. Le donne vittoriane erano gravate da vari strati di vestiario, tra cui una camiciola con scollatura chiusa a cordoncino, di solito biancheria intima, poi il corsetto e il copri-corsetto, la sottogonna, la gonna a crinolina, e da ultimo l'abito. Secondo le aspettative sociali del tempo, anche l'abito da sera con la scollatura più profonda non poteva calare più di tre dita dalle clavicole.

### Età edoardiana
Nell'età edoardiana, con un certo aumento delle attività fisiche delle donne, il corsetto riprese a ritirarsi, divenendo più simile ad una guaina, e al contempo fece la sua apparizione un nuovo indumento superiore il Bust Bodice ("corpetto per il busto") o BB. Per chi invece indossava un capo intimo in un pezzo (unionsuit), questo si separò in canottiera e mutande. Questi indumenti non erano progettati per "sostegno" ma semplicemente per coprire.
L'abbigliamento femminile poneva in risalto una "forma ad S", con una pancia spinta in dentro che sottolineava posteriore e busto. Alla fine del XIX secolo ed agli inizi del XX il petto poteva ancora essere esibito. "Il segno di acqua alta del pudore dopo il tramonto può calare di circa sei pollici!" I corsetti restavano la principale forma di "supporto", ma la guerra e il suo impatto su stile di vita e materiali ne avrebbero reso incerto il futuro.

### Il movimento di riforma dell'abbigliamento
L'evoluzione del reggiseno dal corsetto fu conseguenza di due movimenti paralleli: le preoccupazioni degli operatori sanitari per gli effetti crudelmente oppressivi del corsetto, ed il movimento femminista di riforma nell'abbigliamento, il quale comprendeva che la maggior partecipazione sociale delle donne presupponeva l'affrancamento dai corsetti. In questa azione si distinsero particolarmente la Rational Dress Society, la National Dress Reform Association, e la Reform Dress Association.
Sebbene numerose voci mettessero in guardia dai notevoli rischi di salute legati al corsetto, i medici si pronunciavano per lo più tiepidamente, e in ogni caso le donne ignoravano i consigli "contro moda". I dottori si concentravano di più sui disturbi psicosomatici, che in effetti erano probabilmente correlati ai corsetti. Una salute cagionevole era considerata sinonimo di femminilità, ed un aspetto pallido e malaticcio, normale. (Sovente le eroine letterarie morivano di tubercolosi, o "consunzione". Questo le rendeva pallide e le costringeva all'immobilità.) SI supponeva che i corsetti offrissero sostegno fisico e morale.
Alcuni medici ignoravano quei loro colleghi che ravvisavano nei corsetti una necessità sanitaria per la biologia delle donne e le esigenze dell'ordine civile. I medici che lanciavano l'allarme additavano nausea, disturbi intestinali, disordini alimentari, insufficienza respiratoria, rossore, svenimenti e problemi ginecologici. Al "sesso debole" si prescriveva comunemente il riposo a letto, che ovviamente implicava la temporanea liberazione dal corsetto.
L'interesse delle donne per l'attività sportiva, in particolare il ciclismo, impose un ripensamento, e i gruppi femminili reclamarono "vestiario di emancipazione". Nel 1874 Elizabeth Stuart Phelps Ward invitò le donne a bruciare i corsetti. Direttamente ed indirettamente, lo sport rendeva più forti le donne in altri ambienti sociali.
Non deve sorprendere che i fabbricanti di corsetti cercassero di difendersi, abbellendo i loro prodotti perché fossero graziosi e femminili negli anni 1870. La pubblicità fece ricorso ad immagini con implicazioni erotiche, anche se in pratica agivano come deterrente alla sessualità, specie quando iniziarono a comparire nelle riviste per uomini, mettendo in risalto il solco intermammario e le braccia nude (allora un tabù). Le bambole giocattolo assunsero la linea del corpo stretto nel corsetto, per imprimere l'immagine della forma "ideale" di donna. I corsetti ribadivano certamente l'immagine di un sesso debole, incapace di difendersi, e implicavano una remora a spogliarsi.
Sul piano pratico, i primi reggiseni ebbero scarso successo commerciale. Erano costosi, e solo "riformiste" colte e benestanti li vestivano incondizionatamente.
Tra le donne americane che diedero un importante contributo al movimento di riforma, ricordiamo Amelia Bloomer (1818–1894) ("Quando trovi una zavorra nei convincimenti o nel vestiario, lìberatene") e la dottoressa Mary Edwards Walker (1832–1919).

### L'emergere del reggiseno nel XIX secolo
Quello che è considerato come il più antico reggiseno push-up del mondo fu scoperto in un magazzino del Museo della scienza di Londra. Concepito per esaltare il solco intermammario, il reggiseno è ritenuto dei primi anni del XIX secolo.
Ci sono notevoli divergenze di opinioni su chi avrebbe "inventato" il reggiseno. Vi sono brevetti che marcano sviluppi considerati epocali in un certo periodo. Nel XIX secolo furono rilasciati numerosi brevetti per oggetti simili al reggiseno.
Uno di questi, che prometteva rotondità simmetrica alle mammelle di chi lo indossava, fu brevettato nel 1859 da Henry S. Lesher di Brooklyn (New York). Nel 1863 fu brevettato un "sostituto del corsetto" da Luman L. Chapman di Camden (New Jersey). Gli storici lo definiscono "proto-reggiseno".
Nel 1876 la sarta di abiti da donna Olivia Flynt ottenne quattro brevetti a tutela del "vero corsetto" o "vita Flynt". Esso era rivolto alle donne dal seno più abbondante. Le "riformiste" rinforzavano la richiesta (e probabilmente anche gli acquisti) di questi capi pionieristici per ragioni "igieniche", ossia perché paventavano la nocività del corsetto. I principio le creazioni di Flynt erano vendute solo per corrispondenza, ma in seguito raggiunsero gli scaffali dei grandi magazzini, i negozi al dettaglio, e i relativi listini di articoli. I suoi progetti vinsero una medaglia di bronzo alla Massachusetts Charitable Mechanics Association nel 1878, più altri premi alla Cotton Centennial Exposition in Atlanta del 1884–5, ed alla Columbian Exposition in Chicago del 1893.
Secondo Life Magazine, la francese Herminie Cadolle nel 1889 inventò il primo reggiseno moderno. Compariva in un catalogo di corsetti come un capo in due pezzi, originariamente denominato corselet gorge, e in seguito le bien-être ("il benessere"). Sostanzialmente tagliava in due il corsetto tradizionale. La parte inferiore era un corsetto per la vita, la superiore sosteneva le mammelle con delle cinghie collegate alle spalle. La sua descrizione recita "progettato per sostenere il petto e sostenuto dalle spalle". Brevettò l'invenzione e la presentò alla Grande esposizione del 1889. La casa produttrice, tuttora di proprietà familiare, oggi afferma che Herminie "liberò le donne inventando il primo reggiseno". Il suo indumento era probabilmente più comodo dei corsetti originali. A partire dal 1905, il pezzo superiore fu venduto separatamente come soutien-gorge, espressione tuttora usata in Francia per riferirsi al reggiseno. Herminie introdusse anche l'uso del "filo di gomma" o elastico.
Nel 1893 Marie Tucek registrò un brevetto statunitense per un dispositivo che consisteva di tasche separate per ciascuna mammella sopra una piastra metallica di sostegno e tracolle allacciate con gancetti ed occhielli. Questa invenzione ricordava molto più strettamente il reggiseno odierno, e fu un precursore del cosiddetto modello "col ferretto" (nella parte inferiore della coppa). A quanto pare non riuscì tuttavia a commercializzarlo proficuamente.
Poiché le riviste femminili ne pubblicavano le tracce per cartamodello, i capi confezionati in casa entrarono in competizione con quelli che l'industria sfornava pronti per l'uso. Il reggiseno fu inizialmente un'alternativa al corsetto, come capo da notte o vestiario da casa, oppure ancora era indossato da quelle donne che non potevano usare il corsetto per ragioni di salute. Dopo l'avvento del corsetto edoardiano come fenomeno di moda nei primi anni del XX secolo, un reggiseno o "sostenitore del busto" divenne necessario per le donne dal seno florido, perché il corsetto a compressione frontale non dava lo stesso sostegno e contenimento del suo predecessore vittoriano. I primi reggiseni erano o corpetti avvolgenti, o camiciole attillate e con stecche (entrambi portati sopra il corsetto). Erano concepiti per tenere il busto in dentro e in basso contro il corsetto, che dava il sostegno verso l'alto.
La pubblicità del tempo, tipicamente sui periodici, esaltava i vantaggi del reggiseno sul corsetto quanto a salubrità e comodità, ed illustrava indumenti con sostegni a spalla, con una linea "monopetto" (diversamente dalla tipica attitudine dei dispositivi attuali, che tengono separate le mammelle) e con limitata adattabilità. Apparivano più interessanti per le donne che privilegiassero la funzionalità respiratoria e la mobilità, piuttosto che l'aspetto esteriore.

## Il XX secolo ed il reggiseno contemporaneo (Stati Uniti)

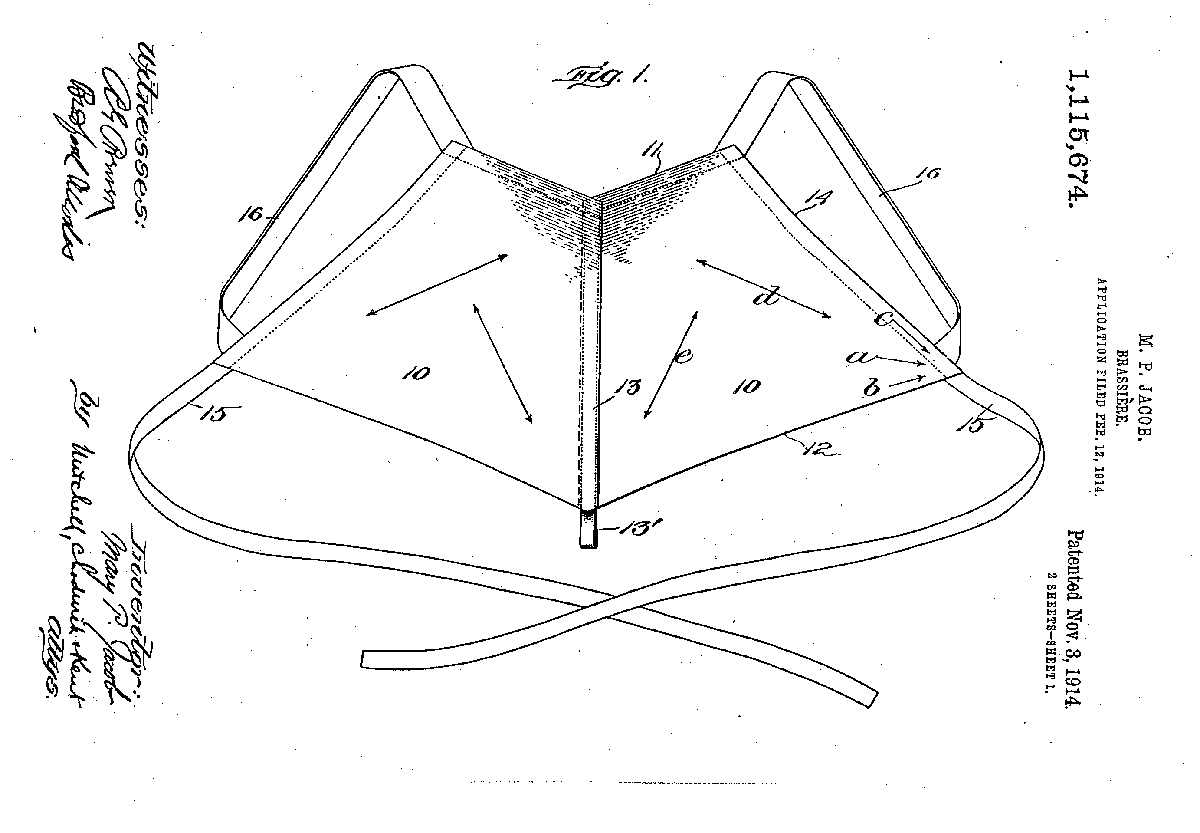
Reggiseno di Jacob, dalla domanda di brevetto originale.

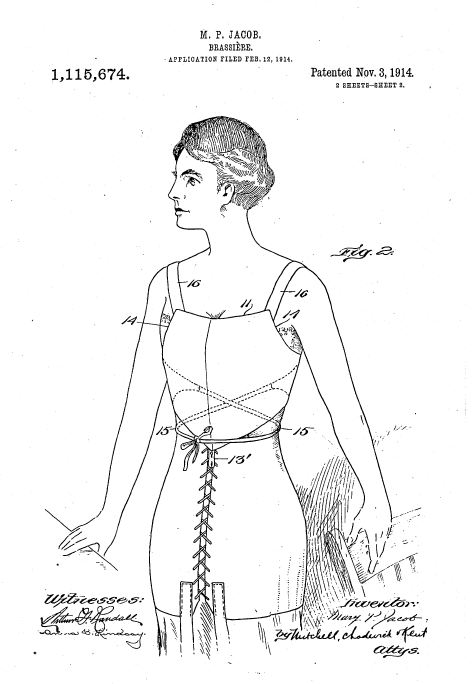
Reggiseno di Jacob, dalla domanda di brevetto originale.

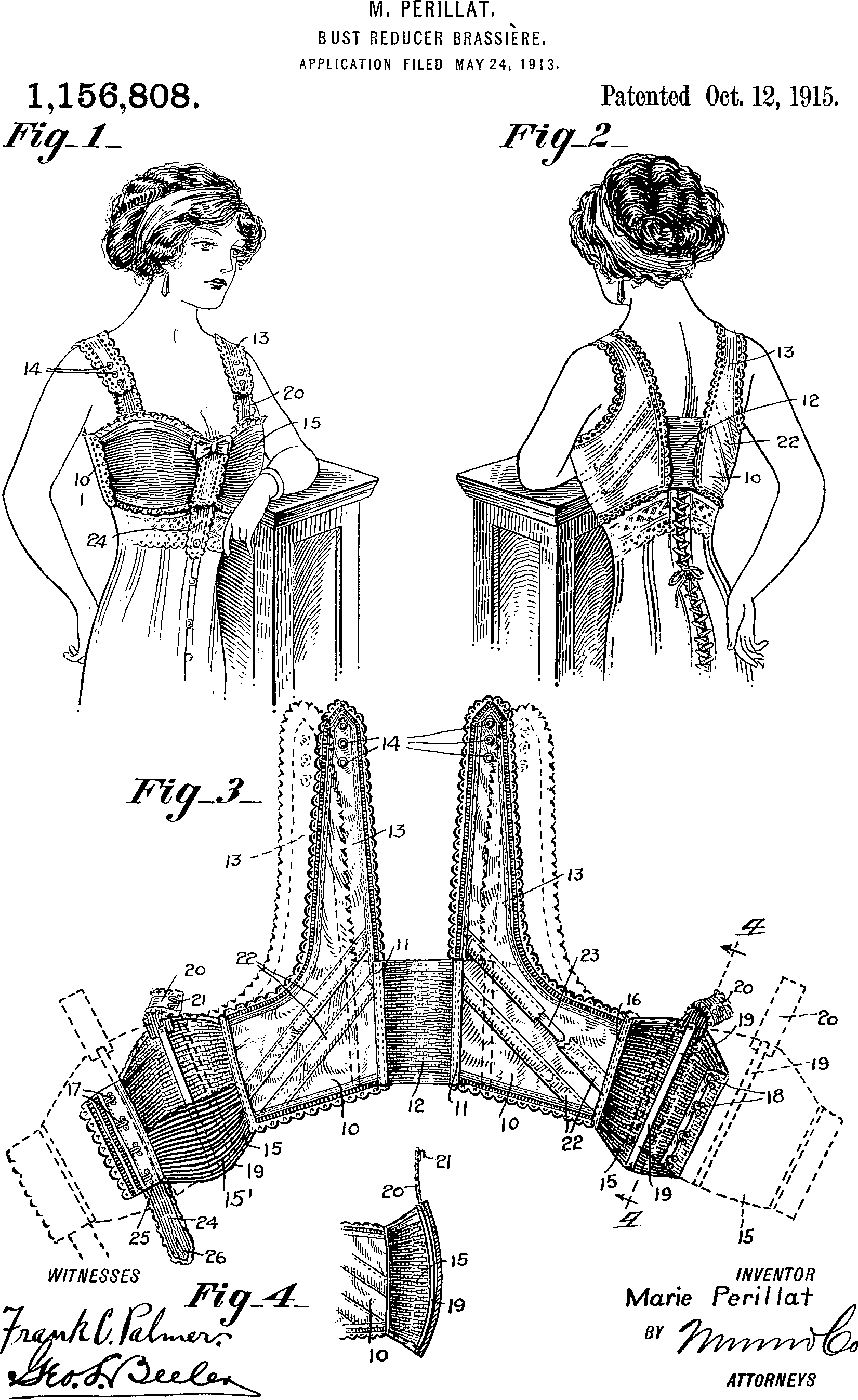
Reggiseno contenitivo del 1913, brevetto USA 1156808.

Il primo reggiseno contemporaneo fu brevettato dalla tedesca Christine Hardt nel 1889. Sigmund Lindauer di Stoccarda-Bad Cannstatt (Germania) sviluppò un reggiseno per la produzione di massa nel 1912 e lo brevettò nel 1913 (Hautana). Era costruito in serie dalla Mechanischen Trikotweberei Ludwig Maier und Cie. a Böblingen (Germania). La scarsa disponibilità di metallo concomitante alla prima guerra mondiale (i metalli erano prioritariamente assorbiti da esigenze militari) accelerò il declino del corsetto. Quando finì la guerra, la maggior parte delle donne alla moda in Europa e Nordamerica usavano il reggiseno. Da lì in avanti il reggiseno fu adottato dalle donne in Asia, Africa e America Latina, ancorché nulla sappiamo su quale eventuale soluzione avesse preceduto l'uso del reggiseno nei territori citati.
Nel 1910, Mary Phelps Jacob (successivamente nota come Caresse Crosby), una socialite diciannovenne di New York, acquistò un abito trasparente per un ballo di debuttanti. All'epoca il solo capo intimo accettabile era un corsetto irrigidito da stecche di balena. Mary aveva un seno prosperoso, e notò che le stecche di balena sbucavano vistosamente attorno alla profonda scollatura e dal diafano tessuto dell'abito. Insoddisfatta della soluzione, con l'aiuto della cameriera assemblò due fazzoletti di seta con un po' di nastro rosa e del filo. ll nuovo indumento intimo di Mary completava le tendenze della moda del tempo. C'è da credere che sia stata assillata dalle altre ragazze al ballo, che volevano sapere come faceva a muoversi tanto liberamente, e quando il giorno dopo mostrò il nuovo pezzo di biancheria alle amiche, tutte lo volevano. Un giorno, ricevette da uno sconosciuto la richiesta di uno dei suoi aggeggi, offrendole un dollaro a pezzo. Allora comprese che questo poteva diventare un affare interessante.
Il 3 novembre 1914 lo United States Patent and Trademark Office le rilasciò un brevetto per il "reggiseno senza dorso". Mary scrisse che la sua invenzione era "ben adattata a donne di taglia differente" ed era "così efficiente che poteva essere portata da persone impegnate in esercizi violenti come il tennis." Il suo progetto era di peso leggero, morbido, comodo da indossare e separava naturalmente i seni, a differenza del corsetto che era pesante, rigido, scomodo da portare, e aveva l'effetto di creare un "monopetto" singolo.
Crosby riuscì ad assicurarsi alcuni ordini dai grandi magazzini, ma la sua impresa non decollò mai veramente. Suo marito Harry Crosby la dissuase dal perseguire l'attività economica avviata e la convinse alla cessazione. Ella cedette poi il brevetto del reggiseno alla ditta di corsetti Warners Brothers di Bridgeport (Connecticut) per 1 500 dollari (circa 21 000 dollari odierni). La Warner produsse il reggiseno "Crosby" per un certo periodo, ma non incontrava i gusti dell'epoca e alla fine fu messo da parte.
La Warner arrivò a guadagnare più di 15 milioni di dollari dal brevetto di reggiseno nei trent'anni successivi.
I reggiseni divennero più diffusi e ampiamente pubblicizzati nel corso degli anni 1910, favoriti dalla continua tendenza verso corsetti più leggeri e piccoli, che offrivano sempre maggiori sostegno e contenimento del busto. Nel 1917, quando gli Stati Uniti iniziarono ad essere coinvolti nella Prima guerra mondiale, lo U.S. War Industries Board chiese alle donne di non comprare più corsetti per non distogliere metalli dalla produzione bellica. Con questo pare che si siano risparmiate 20 000 tonnellate di metallo, quanto basta per costruire due corazzate.
Si è detto che il reggiseno poté affermarsi così in gran parte a causa della Prima guerra mondiale, che scosse i ruoli di genere portando molte donne al lavoro in fabbrica o a vestire l'uniforme per la prima volta. La guerra influenzò anche l'atteggiamento sociale verso le donne e le aiutò a liberarsi dai corsetti. Ma le donne stavano già entrando nei settori della vendita al dettaglio e delle professioni impiegatizie. Perciò il reggiseno emerse da qualcosa che una volta s'infilava discretamente nelle quarte di copertina delle riviste femminili negli anni 1890, alla massima visibilità in grandi magazzini come Sears, Roebuck, e Montgomery Ward nel 1918. La pubblicità stava promuovendo la modellazione del busto a necessità della moda contemporanea, e le vendite lo dimostrarono.

### Gli anni 1920
Poiché il corsetto era diventato più corto alla fine degli anni 1910, forniva minor sostegno al busto. Dal 1920 il corsetto iniziava in vita, e il contenimento del busto si affidava interamente al reggiseno. Andò in voga una linea di busto più bassa e spiovente. I reggiseni tra fine anni 1910 e inizio anni 1920 erano simili a fasce per capelli (bandeau) leggermente conformate, che tenevano il busto in dentro e verso il basso per mezzo di un fermaglio collegato al corsetto.
Questo culminò con la silhouette "maschietta" dell'era flapper negli anni 1920, con poca definizione del busto. Il termine (che a metà dei 1910 si riferiva alle ragazzine di circa tredici anni) fu adottato dall'agenzia pubblicitaria J. Walter Thompson negli anni 1920 per le sue clienti giovani-adulte. La figura androgina allora di moda minimizzava le naturali curve femminee attraverso l'uso di un reggiseno-bandeau, che appiattiva le mammelle. Era relativamente facile per donne con poco seno adattarsi al look "petto piatto" dell'era flapper. Le donne dalle forme più generose provavano articoli come il diffuso Symington Side Lacer che, allacciato lateralmente, stirava e contribuiva ad appiattire il petto. Tuttavia alcuni "reggiseni" dei primi anni 1920 erano poco più che canottiere.
Nel 1922 l'immigrata russa Ida Rosenthal era una cucitrice presso il piccolo negozio di abbigliamento newyorchese Enid Frocks. Ella e suo marito William Rosenthal, assieme al proprietario del negozio Enid Bissett, cambiarono l'aspetto della moda femminile. Notarono che un reggiseno che va bene ad una donna può non vestire appropriatamente un'altra donna che pure porta la stessa taglia di reggiseno. Con un investimento di 4 500$ nella loro nuova impresa, svilupparono reggiseni per tutte le età. La loro innovazione faceva sì che i vestiti stessero meglio su chi li portava aumentando la modellazione del reggiseno-bandeau per esaltare e sostenere le mammelle delle donne. Chiamarono la loro ditta Maiden Form ("forma da signorina"), in deliberato contrasto con il nome di un concorrente, Boyishform Company ("compagnia della forma-ragazzino").
Questi cambiamenti nella moda coincisero con il fatto che i professionisti della salute iniziavano a collegare cura e comodità del seno con maternità e allattamento, e a far propaganda contro l'appiattimento delle mammelle. Se prima la tendenza era minimizzare le mammelle, ora si cercava di sollevarle ed accentuarle. Le donne, specialmente le più giovani, accolsero il reggiseno come un capo moderno.
Benché la fabbricazione iniziasse a divenire più organizzata, reggiseni e bandeau confezionati in casa erano ancora piuttosto comuni, di solito fatti di cotone bianco, ma erano poco più che corpetti con qualche separazione.

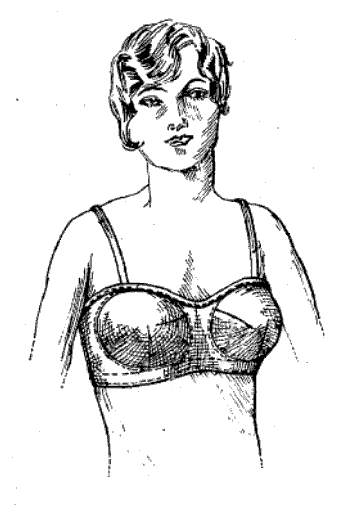
Disegno di una donna che indossa il reggiseno, dalla domanda di brevetto statunitense 1825579 del 28 febbraio 1930.

### Gli anni 1930
La parola brassiere, nella lingua inglese, venne gradualmente abbreviata in bra negli anni 1930. Secondo un sondaggio di Harper's Bazaar del 1934, bra era l'espressione più comunemente utilizzata dalle donne dei college per riferirsi al reggiseno.
Il reggiseno stava diventando più sofisticato, e le versioni cucite in casa svanirono negli anni 1930. Nell'ottobre 1932 la S.H. Camp and Company classificò la grandezza e la "pesantezza" delle mammelle muliebri con le lettere dell'alfabeto dalla A alla D. La pubblicità di Camp inserì i profili di seno contrassegnati da lettere nel numero di febbraio 1933 di  Corset and Underwear Review. Nel 1937 la Warner iniziò a usare la misura "a coppe" nei suoi prodotti. Due altre società, Model e Fay-Miss, presero ad offrire le coppe A, B, C e D alla fine degli anni 1930. Le società che facevano vendita per corrispondenza continuarono ad usare la classificazione Small, Medium e Large per tutti gli anni 1940. Negli anni 1930 furono introdotte le bande aggiustabili con posizioni multiple di occhiello e gancetto.
Come per altri prodotti femminili, l'adozione da parte delle consumatrici fu incoraggiata da indovinate campagne di pubblicità e marketing. Le venditrici ebbero una parte decisiva, aiutando le clienti a trovare l'indumento giusto, e del pari fu determinante il cambiamento di ruolo delle donne in società. Molto di questo marketing era rivolto alle giovani donne.
I reggiseni divennero rapidamente un'industria importante negli anni 1930, con miglioramenti nella tecnologia delle fibre, tessuti, colori, schemi ed opzioni, e fecero molto meglio dell'industria al dettaglio in generale. Tra le innovazioni ricorderemo l'uso dell'elastico di Warners, la spallina regolabile, la coppa conformata e i reggiseni imbottiti per le donne con il seno più piccolo. Negli USA la produzione si spostò fuori di New York e Chicago, e la pubblicità iniziò a sfruttare l'Hollywood glamour e divenne più specializzata. I grandi magazzini svilupparono le zone di prova (dei capi), con beneficio di clienti, negozi e costruttori. I fabbricanti arrivarono perfino ad organizzare corsi di formazione per venditrici sull'attività di prova. Le vendite internazionali iniziarono a formare una parte sempre maggiore del mercato per i costruttori americani di reggiseni. I prezzi cominciarono a rendere il reggiseno "abbordabile" per un mercato più ampio, soffocando la concorrenza del capo fatto in casa. I principali produttori degli anni 1930 erano Triumph, Maidenform, Gossard, (Courtaulds), Spirella, Spencer, Twilfit e Symington.
La silhouette culturalmente prevalente tra le donne occidentali degli anni 1930 era un busto appuntito, che aumentò ulteriormente la domanda di un indumento modellante.

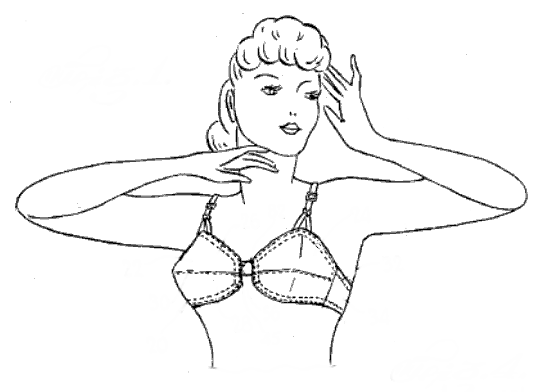
Disegno di una donna che indossa un reggiseno, dalla domanda di brevetto statunitense del 1947.

### Gli anni 1940

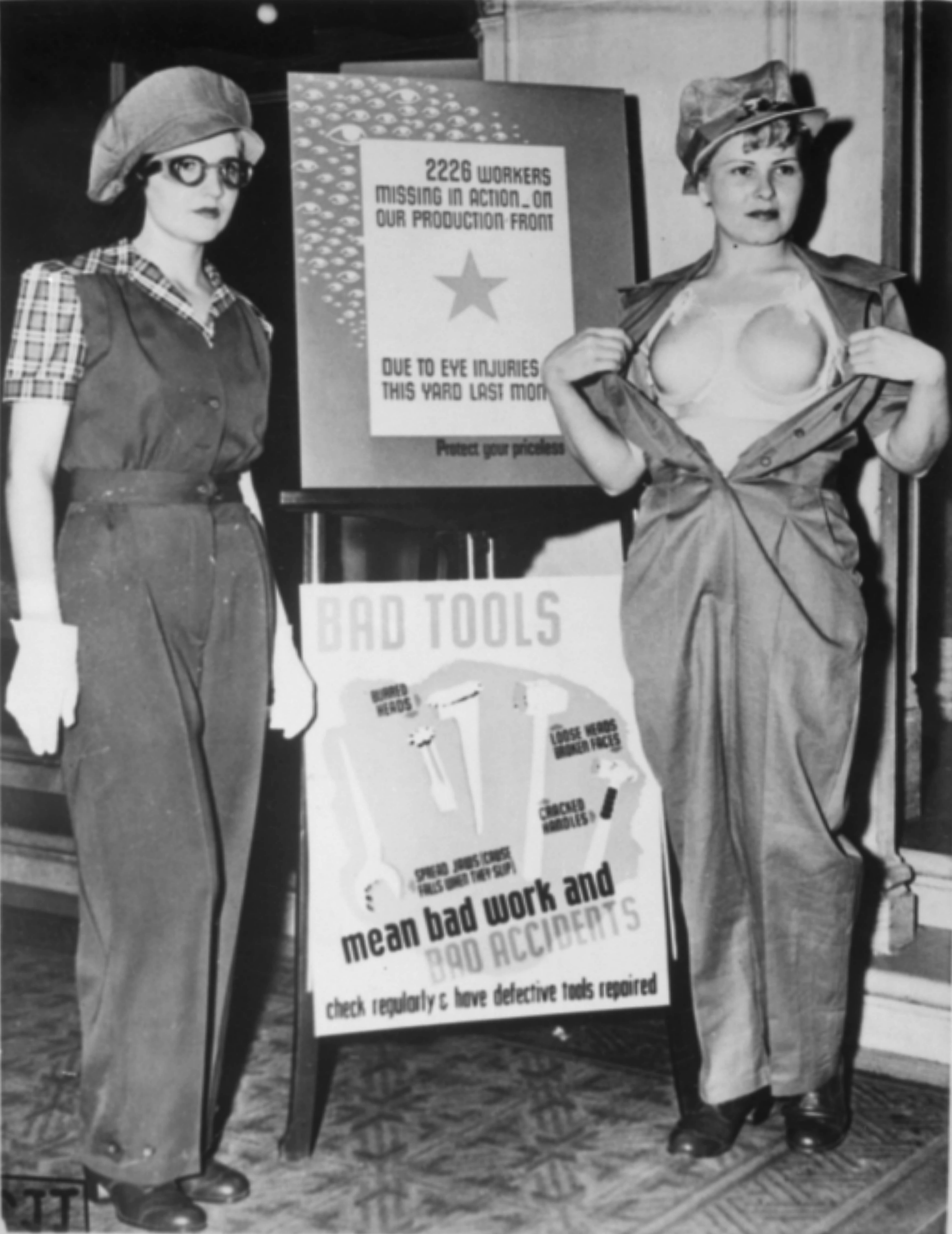
Due donne esibiscono una nuova uniforme — comprendente un 'reggiseno' di plastica — concepito per prevenire gli infortuni sul lavoro tra le operaie militari a Los Angeles nel 1943.

La Seconda guerra mondiale ebbe un impatto fondamentale sul abbigliamento. Negli Stati Uniti le donne soldato furono arruolate per la prima volta nei gradi inferiori e furono dotate di biancheria intima d'ordinanza. Si ritiene che la Willson Goggles, impresa della Pennsylvania che costruiva dispositivi di protezione individuale per lavoratori manuali, abbia introdotto il "SAF-T-BRA" in plastica, concepito per proteggere le donne nel reparto produzione. La pubblicità faceva appello al patriottismo ed al concetto che reggiseni e guaine fossero in qualche modo "protezione". Si affermarono dei codici di abbigliamento — per esempio, la Lockheed informava le sue lavoratrici che si doveva indossare il reggiseno per motivi di "buon gusto, supporto anatomico, e morale".
La terminologia militare si insinuò nel marketing di prodotto, come nel caso del "reggiseno a siluro o proiettile", dalla consistente struttura, fatto a cono appuntito e concepito per la "massima protezione". Questo tipo di reggiseno era indossato dalla (cinematografica) Sweater girl, una prosperosa e prestante "ragazza della porta accanto" i cui indumenti attillati ne accentuavano le curve già artificialmente "migliorate". Attrici come Jane Russell comparivano in foto indossando i nuovi reggiseni che enfatizzavano la linea "solleva e separa", in tal modo influenzando la progettazione degli indumenti successivi. Per il film Il mio corpo ti scalderà, interpretato da Jane Russell, il produttore e progettista aeronautico Howard Hughes le costruì il reggiseno Cantilever perché lo indossasse nel film. Hughes creò il reggiseno partendo dallo schema costruttivo di un tipo di ponte. Dopo aver visto Jane Russell e la linea del suo seno nel film, diverse donne cercarono di imitarne il look.
La guerra presentava sfide senza precedenti per l'industria. L'accesso delle donne al lavoro ebbe un picco spettacolare, e moltissime trovarono impiego fuori casa e nell'industria. La grave scarsità di materiali circoscriveva le scelte progettuali. Pubblicità, promozione e consumismo erano limitati ma iniziarono a sembrare indirizzate a minoranze (ad esempio Ebony nel 1945) e adolescenti. Molti produttori riuscirono a sopravvivere economicamente solo affiancando la fabbricazione di tende e paracadute a quella dei reggiseni. L'industria americana si affrancò a quel punto dalle influenze europee, specie francesi, e divenne più originale. C'era ancora preoccupazione per l'uso dell'acciaio (disperatamente scarso) nei corsetti ed il governo britannico promosse un sondaggio sull'uso di biancheria intima femminile nel 1941. Ne risultò che "in media, le donne possedevano 1,2 reggiseni (le casalinghe 0,8 e le lavoratrici agricole 1,9)".

### Gli anni 1950

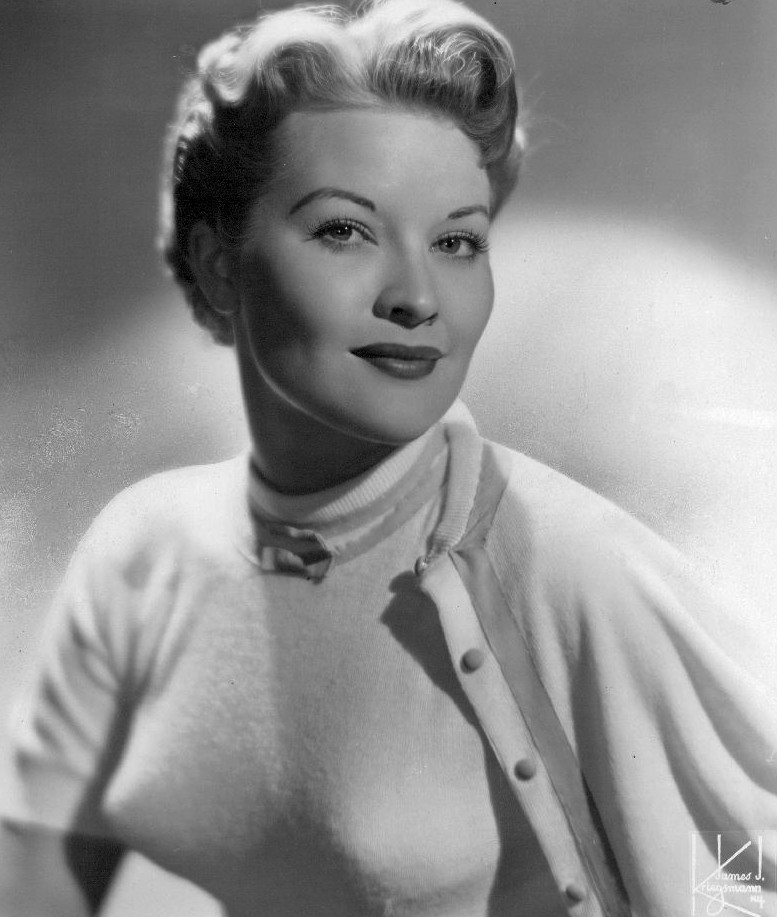
Patti Page veste un reggiseno "a proiettile" nel 1955.

Finita la Seconda guerra mondiale aumentarono la produzione, il marketing e la domanda di moltissimi beni di consumo, tra cui i reggiseni. Il baby boom creò uno specifico mercato per i reggiseni da maternità e da allattamento, mentre la televisione offriva nuove opportunità promozionali. Questo indusse i produttori a proporre nuovi tessuti, colori, modelli, linee, imbottiture ed elasticità. Il mondo della moda e dello spettacolo che fa capo a Hollywood influenzava le scelte estetiche delle donne anche con i "reggiseni a proiettile" a forma di cono e cuciti a spirale, resi popolari da attrici come Patti Page, Marilyn Monroe, e Lana Turner, che fu soprannominata la "Sweater girl" ("ragazza del pullover"). I reggiseni a proiettile permettevano alle donne di aggiungere esteticamente una taglia in più al loro seno.
I cosiddetti training bra (o "bralette") per le ragazze preadolescenti che entrano nella pubertà furono commercializzati per la prima volta negli anni 1950. Prima dell'introduzione di questi capi, le ragazzine occidentali di solito vestivano un "monopetto in vita" o camisole senza coppe o pieghe modellanti.

### Gli anni 1960
Gli anni 1960 e 1970 riflettevano un crescente interesse per la qualità e la moda. I reggiseni per maternità e per mastectomizzate divennero oggetto di più consapevole accettazione sociale, mentre l'inarrestabile diffusione delle lavatrici creava il bisogno di un indumento di maggior resistenza all'usura. Mentre le guaine cedevano il passo ai collant, il reggiseno continuava la sua evoluzione. Alcune campagne di marketing, come quelle per lo "Snoozable" e lo "Sweet Dreams" (letteralmente, "dormibile" e "bei sogni") pubblicizzavano un reggiseno da indossare 24 ore al giorno.
I cambiamenti culturali degli anni 1960 ebbero un effetto potenzialmente sfavorevole sul mercato dei reggiseni. Ci riferiamo all'emergere della controcultura, del Movimento per i diritti civili degli afroamericani; al concetto di amore libero affermatosi negli Stati Uniti, a nuove mode in fatto di costumi da bagno e reggiseni, e ad un ritorno di fiamma del femminismo manifestato dalla pubblicazione di due libri fondamentali, The Female Eunuch (1970) e La mistica della femminilità (1963).

#### Linee di costumi da bagno e reggiseni

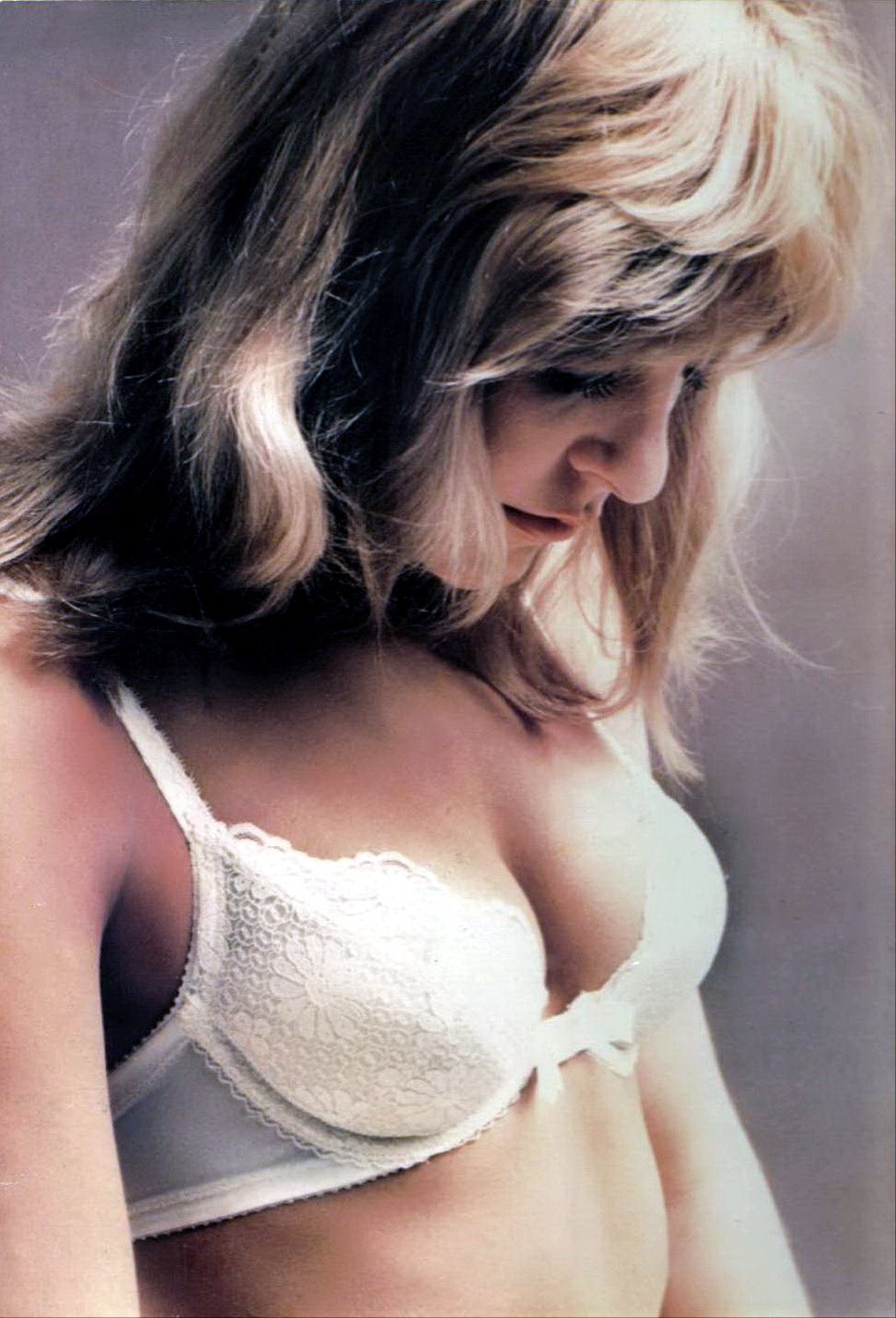
Un reggiseno push-up, per abiti molto scollati, del marchio canadese Wonderbra, circa 1975.

Il 4 giugno 1962 in tutto il mondo si parlò del costume da bagno in un solo pezzo, monokini, di Rudi Gernreich. Nel numero di dicembre 1962 Sports Illustrated commentò: "Ha trasformato il body della danzatrice in un costume da bagno che libera il corpo. Con questa operazione, ha strappato le stecche e i fili che facevano dei costumi americani dei corsetti per il mare."
Gernreich nell'ottobre 1964 proseguì con il No Bra ("nessun reggiseno"), un reggiseno di tricot elastico e nylon liscio senza cuciture, dalle coppe morbide, nelle taglie dalla 32 alla 36, con coppa A e B. Il suo reggiseno minimalista era una deviazione rivoluzionaria dai pesanti reggiseni a forma di siluro degli anni 1950, ed apriva una strada verso forme più naturali e tessuti morbidi, quasi impalpabili. Progettò anche un modello All-in-None con una profonda scollatura frontale, ed una versione No-Back ("senza schiena") per abito lungo, caratterizzato da una fascia in vita dal contorno elasticizzato, che permetteva alle donne di indossare un vestito senza schiena (e senza dover rinunciare al reggiseno, né doverlo esibire antiesteticamente).
Il Wonderbra fu creato nel 1964 da Louise Poirier per Canadelle, una ditta canadese di lingerie. Si tratta di un oggetto con 54 elementi progettuali che sollevano e sostengono la linea del seno e al contempo creano un effetto scollatura profonda e spinta simmetrica. Le vendite di Wonderbra nel primo anno fatturarono circa 120 milioni di dollari. Questi risultati fecero sì che il marchio del suo produttore fosse percepito come romantico, alla moda e attraente.

#### Impatto femminista (il mito delbra-burning)
Negli anni 1960 alcuni degli emblemi della femminilità furono presi di mira dall'attivismo femminista. L'autrice femminista Betty Friedan pubblicò La mistica della femminilità nel 1963. Nel suo libro del 1970 The Female Eunuch, Germaine Greer dichiarò: "I reggiseni sono un'invenzione assurda, ma se poni come regola il fatto di stare senza reggiseno, ti stai sottomettendo ad un'altra repressione ancora."
Le femministe denunciavano che oggetti come reggiseni, bigodini, ciglia finte e simili erano oppressivi e patriarcali, riducevano le donne ad oggetti sessuali. Alcune donne ripudiavano pubblicamente il reggiseno, con ciò intendendo compiere un atto antisessista di liberazione della donna. Un momento centrale nella cultura di massa fu la protesta contro il concorso di bellezza Miss America (7 settembre 1968). Circa 400 contestatrici appartenenti alle New York Radical Women organizzarono una dimostrazione all'esterno della Atlantic City Convention Hall. 
Sull'Atlantic City boardwalk fu collocato un "cassonetto della libertà" riempito di scarpe dal tacco alto, ciglia finte, bigodini, cosmetici, copie di Vogue e di Playboy, corsetti, guaine e reggiseni. (È controverso il fatto che questi oggetti siano stati bruciati oppure no durante la manifestazione, forse anche per una suggestiva analogia con quanto gli hippy del tempo praticavano con la cartolina-precetto che li coscriveva per la guerra del Vietnam, ma a torto o a ragione il gesto di "bruciare li reggiseno" fu associato al femminismo dalla cultura di massa.)
Per alcune donne il reggiseno è un simbolo delle limitazioni che la società impone alle donne: "Il classico atto di bruciare il reggiseno … rappresentava la liberazione dall'oppressione del patriarcato maschile, fino a scioglierti dalle costrizioni necessarie per avere una silhouette dolce." Questa affermazione era in sintonia con le tante donne che avevano messo in discussione il proprio ruolo nella società e lo status femminile confrontato con il maschile. 
Si stabilì un nesso del femminismo con il cosiddetto movimento "brucia il reggiseno", in considerazione di quanto costrittivo e scomodo possa essere un reggiseno.
Una protesta simile si svolse nel 1970. È documentato almeno un caso effettivo di bra-burning pubblico, ad un raduno femminista nella Lower Sproul Plaza di Berkeley (California), quando un reggiseno 38-C assieme a vari altri oggetti (tra cui pillole anticoncezionali, calze di nylon e una copia di Redbook) alimentò una sorta di rogo rituale in un cestino dell'immondizia, con un estintore sempre a portata di mano.

### Gli anni 1970
Negli anni 1970, non diversamente da altri produttori di vestiario, i costruttori di reggiseni delocalizzarono gli stabilimenti.
L'evoluzione del reggiseno riflette l'idea sempre mutevole di come dovrebbe essere il seno della donna "ideale": piatto, tondo, appuntito, conico o perfino "naturale". Il reggiseno contemporaneo rispecchia pure l'evoluzione industriale e la disponibilità di nuovi tipi di tessuto e colori, cosicché il reggiseno può trasformarsi da oggetto utilitario a simbolo di moda, sovvertendo l'atteggiamento di sfavore che alcune donne nutrivano verso il capo in questione. I progettisti hanno fatto anche ricorso a numerose soluzioni per produrre varie forme, scollature, e per offrire alle donne reggiseni su cui portare ogni tipo di capo "audace": abiti a schiena nuda, abiti con margine superiore sotto le spalle, décolleté vertiginosi.

### Gli anni 1980
Nel corso degli anni 1980 la moda guidò l'aspetto e il contatto dei reggiseni. Gli spettacoli TV occidentali erano popolati da signore di classe, potenti e avvenenti, che di solito sfoggiavano top dal taglio basso per mostrare un seno accresciuto, abbracciato da un reggiseno altrettanto di classe e abbinato.
L'avvento di eleganti e raffinati body fu un'altra caratteristica di questo decennio e il ricorso alla chirurgia estetica aumentò la necessità di reggiseni più grandi ed efficaci nel sostegno.
Praticamente tutte le modelle e celebrità vestivano reggiseni alla moda ed eccentrici, ed esibirli sui vari "tappeti rossi" divenne la norma.

### Gli anni 1990

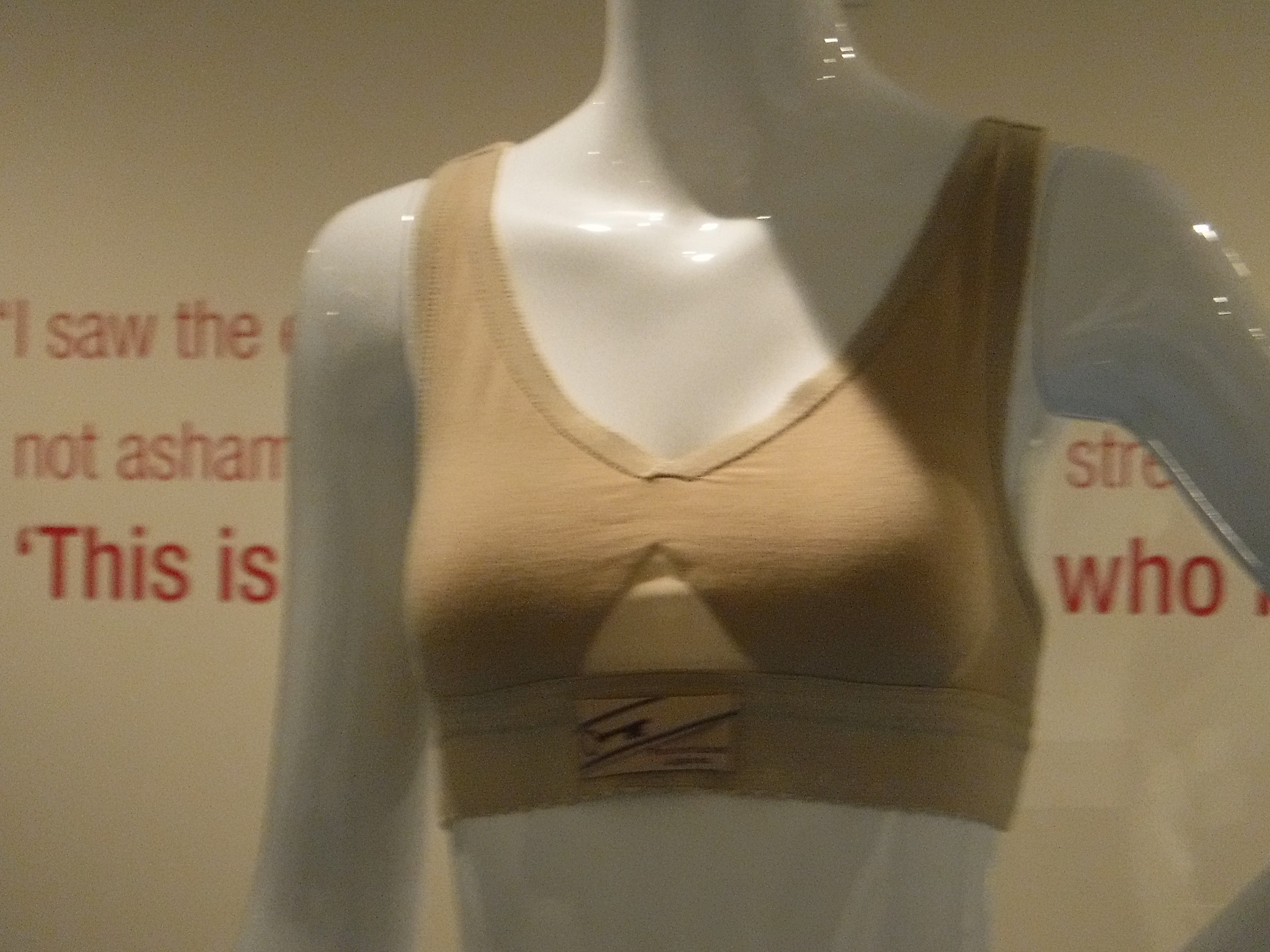
Reggiseno sportivo

Il marketing e la pubblicità dei produttori spesso fa leva su moda e immagine a scapito di vestibilità, comodità e funzione. Già intorno al 1994 i produttori hanno ri-oririentato la loro pubblicità, che in origine sottolineava la capacità di sostenere e modellare, verso un nuovo messaggio che esalta la moda sacrificando anche le basi di vestibilità e funzione, come le imbottiture sotto ad un pizzo ruvido.
Data la crescente popolarità di jogging ed altre forme di esercizio fisico, fu evidente la necessità di un indumento sportivo per il seno delle donne. Nel 1977 Lisa Lindahl, Polly Smith e Hinda Mille inventarono il primo reggiseno sportivo (Jogbra) nel negozio di costumi scenici del Royall Tyler Theatre della University of Vermont. Uno dei Jogbra originali è stato rivestito in bronzo ed esposto presso il negozio citato. Altri due sono ospitati dalla Smithsonian Institution ed un altro presso il New York Metropolitan Museum of Art.

### Gli anni 2000

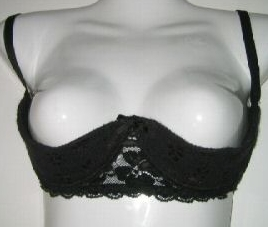
Reggiseno a balconcino

Le sfide progettuali in cui si dibattono oggi i produttori di reggiseni sembrano paradossali. Da un lato c'è la richiesta di reggiseni minimalisti che permettano scollature profonde e riducano l'interferenza con le linee dei capi esterni, come ad esempio il reggiseno a balconcino. Da un altro lato, si registra un aumento di massa corporea e di dimensione del seno, e di conseguenza una maggior domanda di taglie grandi. Nell'arco di dieci anni, la taglia più comunemente acquistata nel Regno Unito andava dal 34B al 36C. Nel 2001 il 27% delle vendite nel Regno Unito riguardava coppe dalla D in su.

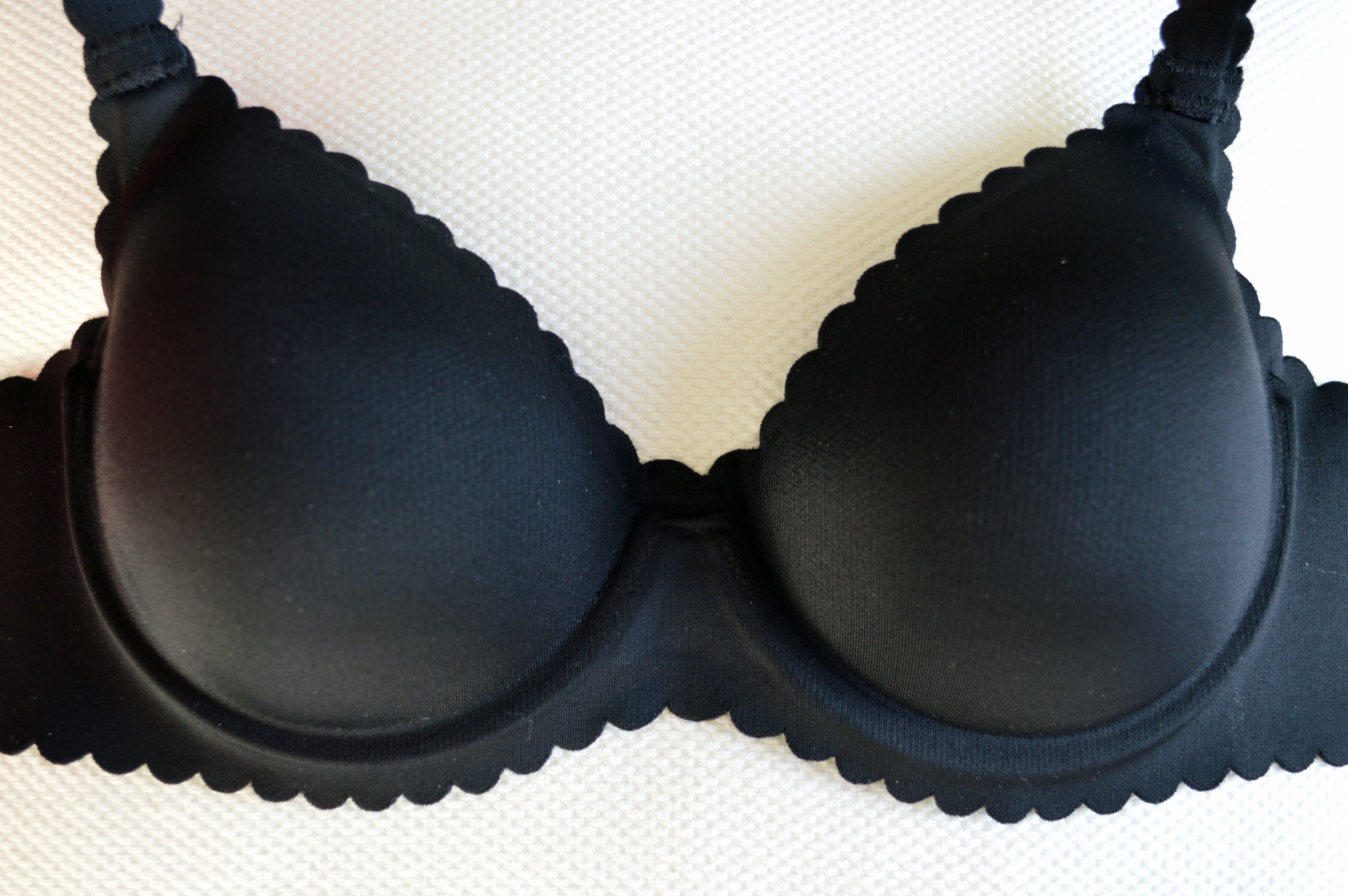
Reggiseno T-shirt

Gli anni 2000 portarono due grandi cambiamenti di progetto nel reggiseno. La coppa di reggiseno senza cuciture, sagomata in un pezzo, divenne prevalente. È modellata a caldo attorno ad uno stampo di fibre sintetiche o schiuma che ne mantiene la forma arrotondata. Questa costruzione può riguardare anche i reggiseni imbottiti, i reggiseni a contorno e i cosiddetti reggiseni T-shirt. Un'altra novità di grande successo negli anni 2000 è stata la popolarità dei disegni stampati come quelli floreali o con schemi geometrici.
I reggiseni alimentano un'industria da miliardi di dollari (15 miliardi di dollari negli Stati Uniti nel 2001, 1 miliardo di sterline nel Regno Unito.) in continua crescita. Grandi imprese come HanesBrands Inc. controllano la massima parte della produzione, Gossard, Berlei e Courtaulds con il 34% del mercato britannico. Victoria's Secret è un'eccezione.

## Il futuro del reggiseno
Nel 1964, lo storico della moda danese Rudolf Kristian Albert Broby-Johansen scrisse che lo stile topless, che liberava le donne dal reggiseno, andava preso in seria considerazione. Sosteneva che si trattasse di un modo di esprimersi adatto ad una nuova generazione di donne. Nel 1969 scrisse un articolo intitolato "Necrologio del reggiseno" che chiaramente ne preconizzava l'imminente scomparsa.
Il reggiseno è indossato dalla stragrande maggioranza delle donne nella società occidentale. Le stime sull'esatta proporzione del fenomeno variano, ma per lo più i sondaggi indicano dal 75% al 95%. Nel 2006 circa il 90% delle australiane indossava abitualmente un reggiseno. In nessuna epoca come oggi era disponibile un ventaglio così ampio di stili e modelli, tra cui reggiseni totalmente coprenti, "a balconcino" e reggiseni sportivi che possono talora essere portati come capo esterno (non come biancheria intima). Donne, medici, femministe e persone che scrivono di moda sembrano domandarsi sempre di più quale spazio e quale funzione abbia ancora il reggiseno, e se non farà prima o poi la fine di collant, giarrettiera e calze.
Oggi non c'è niente di strano nel vedere modelle ed altre celebrità che non portano il reggiseno in pubblico, come Britney Spears, Claire Danes, Lindsay Lohan, e Nadine Coyle Molti capi esterni come prendisole, canottiere e vestiti eleganti da sera sono concepiti per essere portati senza reggiseno. Chi scrive di moda continua a suggerire alternative al reggiseno o modi di vestirsi facendone a meno, ribadendo che mettere il reggiseno è questione di gusti e non una necessità.. Dato il fastidio che molte provano con reggiseni di vestibilità scadente, sempre più donne, appena sono a casa, passano a magliette intime, reggiseni sportivi o semplicemente nulla.
Donne insoddisfatte dei loro reggiseni li hanno regalati a migliaia alla Braball Sculpture, una raccolta di 18 085 reggiseni. L'organizzatrice, Emily Duffy, veste una 42B ed è passata a magliette elasticizzate con reggiseni incorporati, perché i reggiseni ordinari le segano la pancia.

### Articoli giornalistici
- Freeman SK. In Style: Femininity and Fashion since the Victorian Era. Journal of Women's History; 2004; 16(4): 191–206

### Documentari
- "The Secret History of the Bra". National Geographic. 2007.

### Filmati
- Cheree Berry: Hoorah for the bra Archiviato il 3 giugno 2021 in Internet Archive.
- Vogue TV Trend Watch: 100th Anniversary of the Bra